# Problema del mal

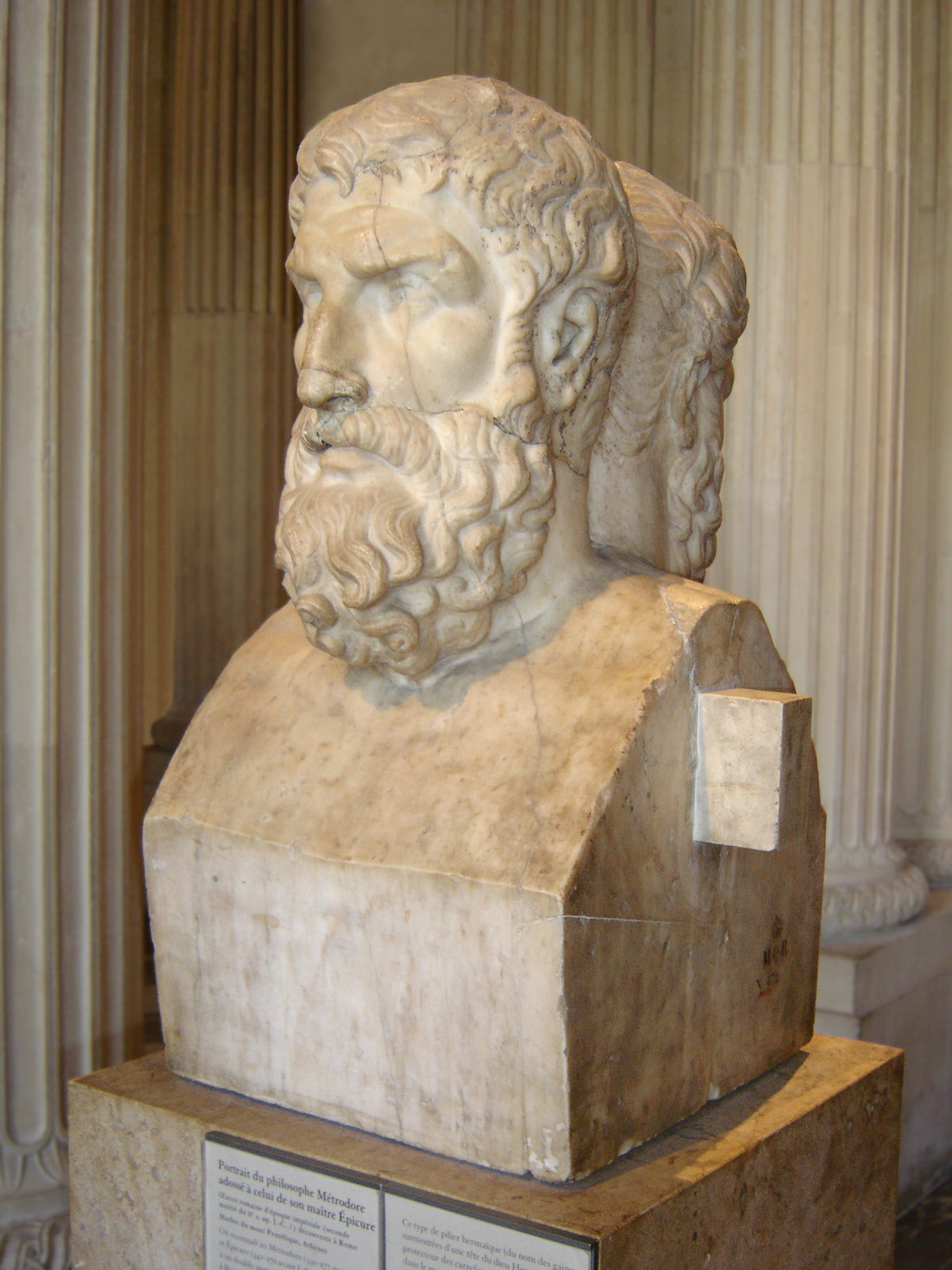
Lactancio atribuye a Epicuro ser el primer exponente del problema del mal en De Ira Dei.

El problema del mal, argumento del mal o también, paradoja de Epicuro, es estudiado en filosofía de la religión y teodicea como el problema que resulta al considerar la compatibilidad entre la presencia del mal y del sufrimiento en el mundo con la existencia de un Dios omnisciente, omnipotente y omnibenevolente. El problema del mal se puede expresar de la siguiente forma:

¿Es que Dios quiere prevenir el mal, pero no es capaz? Entonces no es omnipotente.
¿Es capaz, pero no desea hacerlo? Entonces es malévolo.
¿Es capaz y desea hacerlo? ¿De dónde surge entonces el mal?
¿Es que no es capaz ni desea hacerlo? Entonces, ¿por qué llamarlo Dios?
Paradoja o trilema de Epicuro

El argumento del mal afirma que debido a la existencia del mal, o Dios no existe o no tiene alguna de las tres propiedades mencionadas. Los argumentos para sostener lo contrario se conocen tradicionalmente como teodiceas. Además de en la filosofía de la religión, el problema del mal también es importante en los campos de la teología y la ética. Aunque suele atribuirse a Epicuro, como su propio nombre señala, la paradoja no se encuentra en ninguno de sus escritos conocidos.
El problema se formula de dos formas: el problema lógico del mal y el problema evidencial del mal. La versión lógica del argumento intenta demostrar deductivamente una imposibilidad lógica en la coexistencia entre Dios y el mal, mientras que la evidencial sostiene inductivamente que dado que existe el mal en el mundo, es improbable que exista un dios omnipotente, omnisciente y perfectamente bueno. Esta versión inductiva del argumento es más popular que su versión deductiva. El problema del mal también se ha extendido a los seres vivos no humanos, incluidos el sufrimiento animal provocado por la naturaleza y la crueldad animal humana. También se diferencian dos tipos de males: mal moral, causado por actos humanos (como el Holocausto); y mal natural, causado por eventos que no tienen que ver con los humanos (como el terremoto de Lisboa de 1755).
Existe una amplia variedad de respuestas al problema del mal y se clasifican en: refutaciones, defensas y teodiceas. Hay además muchas discusiones sobre el mal y problemas relacionados en otros campos filosóficos, tales como la ética secular o la ética evolucionista, pero en el sentido ordinario el "problema del mal" se trata dentro del contexto teológico.
El problema del mal se aplica intensamente a las religiones monoteístas seguidoras del teísmo clásico, comocristianismo, islam y judaísmo, que creen en un único dios que es omnipotente, omnisciente y omnibenevolente; pero la pregunta "¿Por qué existe el mal?" ha sido estudiada en religiones no teístas o politeístas como el budismo, hinduismo y jainismo. El problema del mal también se aplica al politeísmo si algún dios tiene los atributos del mal.

## Definiciones

### Mal
Un concepto amplio del mal lo define como todo dolor y sufrimiento, sin embargo, esta definición rápidamente se vuelve problemática. Marcus Singer dice que una definición utilizable del mal debe basarse en el conocimiento de que: "Si algo es realmente malo, no puede ser necesario, y si es realmente necesario, no puede ser malo", y la Academia Nacional de Medicina de Estados Unidos dice que el dolor es esencial para la supervivencia: "Sin dolor, el mundo sería un lugar increíblemente peligroso". Según John Kemp, el mal no puede entenderse correctamente en "una simple escala hedónica en la que el placer aparece como un más y el dolor como un menos".
Si bien muchos de los argumentos en contra de un Dios omnipotente se basan en la definición más amplia del mal, "la mayoría de los filósofos contemporáneos interesados en la naturaleza del mal se preocupan principalmente por el mal en un sentido más estricto". El concepto estrecho del mal implica una condena moral, y es aplicable solo a los agentes morales capaces de tomar decisiones independientes y sus acciones; permite la existencia de algún dolor y sufrimiento sin identificarlo como malo.: 322  El cristianismo se basa en "el valor salvífico del sufrimiento".
La filósofa Eve Garrard sugiere que el término maldad no puede usarse para describir las malas acciones ordinarias, porque "existe una diferencia cualitativa y no meramente cuantitativa entre las malas acciones y otras malas; las malas acciones no son simplemente muy malas o malas, sino que posee una cualidad especialmente horrible". Calder argumenta que el mal debe implicar el intento o el deseo de infligir un daño significativo a la víctima sin justificación moral.
El mal adquiere diferentes significados cuando se ve desde la perspectiva de diferentes sistemas de creencias, y aunque el mal puede verse en términos religiosos, también puede entenderse en términos naturales o seculares, como vicio social, egoísmo, criminalidad y sociopatología. John Kekes escribe que una acción es mala si "(1) causa un daño grave a (2) víctimas inocentes, y es (3) deliberada, (4) mal motivada y (5) moralmente injustificable".
Se diferencian también dos tipos de males. El "mal moral" causado por actos humanos (como el Holocausto) y el "mal natural" causado por eventos que no tienen que ver con los humanos (como el terremoto de Lisboa de 1755).

### Omnicualidades
La omnisciencia es "conocimiento máximo". Según Edward Wierenga, erudito en estudios clásicos y doctor en filosofía y religión en la Universidad de Massachusetts, lo máximo no es ilimitado, sino que se limita a "Dios sabiendo lo que se puede conocer".: 25  Esta es la visión más ampliamente aceptada de la omnisciencia entre los eruditos del siglo XXI, y es lo que William Hasker llama teísmo del libre albedrío. Dentro de este punto de vista, los eventos futuros que dependen de las elecciones hechas por individuos con libre albedrío son incognoscibles hasta que ocurren.: 104, 137 : 18–20 
La omnipotencia es el poder máximo para provocar eventos dentro de los límites de la posibilidad, pero nuevamente, lo máximo no es ilimitado. Las paradojas de la omnipotencia, donde el mal persiste aun con la presencia de un dios todopoderoso, plantean interrogantes respecto a la naturaleza de la omnipotencia divina. Según los filósofos Hoffman y Rosenkrantz: "No se requiere que un agente omnipotente produzca un estado de cosas imposible... el poder máximo tiene limitaciones lógicas y temporales, incluida la limitación que un agente omnipotente no puede producir, es decir, causa, libre decisión de otro agente".
La omnibenevolencia describe a Dios como todo amoroso. Si Dios es omnibenevolente, actúa de acuerdo con lo que es mejor, pero si no hay lo mejor disponible, Dios intenta, si es posible, generar estados óptimos dentro de las limitaciones de la realidad física.

## Formulaciones y argumentos detallados
El epicureísmo ofreció argumentos en contra de la divina providencia en la forma propuesta por otros sistemas de creencias. La paradoja de Epicuro, es un famoso argumento contra la existencia de un Dios o dioses todopoderosos y providenciales. Como lo registró Lactancio en De Ira Dei:

Dios quiere eliminar las cosas malas y no puede, o puede pero no quiere, o no quiere ni puede, o ambos quiere y puede. Si él quiere y no puede, entonces es débil, y esto no se aplica a Dios. Si puede pero no quiere, entonces es rencoroso, lo que es igualmente extraño a la naturaleza de Dios. Si no quiere ni puede, es débil y rencoroso, y por lo tanto no es un dios. Si él quiere y puede, ¿cuál es la única cosa apropiada para un dios, de dónde vienen las cosas malas? ¿O por qué no las elimina?

Este tipo de argumento de trilema (Dios es omnipotente, Dios es bueno, pero el mal existe) fue uno de los favorecidos por los escépticos griegos antiguos, y este argumento puede haber sido atribuido erróneamente a Epicuro por Lactancio, quien, desde su perspectiva cristiana, consideraba a Epicuro como un ateo. Reinhold F. Glei establece que el argumento proviene de una fuente académica que no solo no es epicúrea, sino incluso antiepicúrea. La versión más antigua existente de este trilema aparece en los escritos del filósofo pirronista Sexto Empírico.

Aquellos que sostengan firmemente que Dios existe serán forzados a la impiedad; pues si dicen que él se encarga de todo, estarán diciendo que dios es la causa de los males, mientras que si dicen que solo se ocupa de algunas cosas o incluso de nada, se verán obligados a decir que es o malévolo o débil, y evidentemente estas son conclusiones impías.

Se han formulado numerosas versiones del problema del mal, que incluyen formulaciones filosóficas, teológicas y bíblicas. Se suelen dividir las formulaciones en dos versiones: las versiones lógicas, basada en un razonamiento deductivo; y las evidenciales, basadas en un razonamiento inductivo.

### Problema lógico del mal

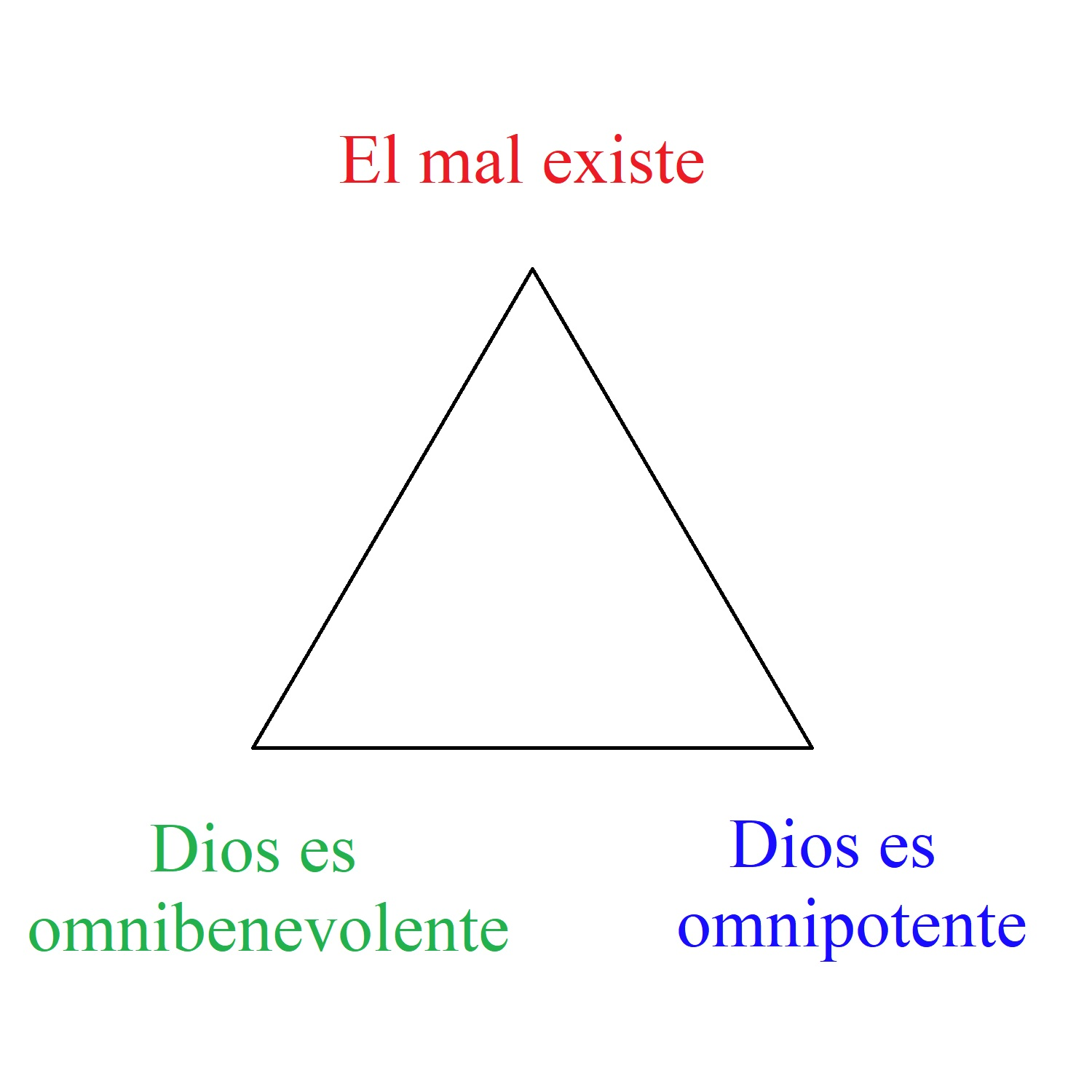
En Evil and Omnipotence (1955), el filósofo J. L. Mackie presentó el problema lógico del mal, formando una tríada inconsistente con las siguientes tres proposiciones "Dios es omnipotente", "Dios es omnibenevolente" y "El mal existe" eran inconsistentes y, por lo tanto, que al menos una de estas proposiciones debe ser falsa.

El problema lógico (también llamado “argumento global”) del mal intenta demostrar la inconsistencia lógica entre la existencia de una entidad omnipotente, omnibenevolente y omnisciente con la existencia del mal, refutando así de manera concluyente el teísmo clásico. Se ha atribuido al filósofo griego Epicuro la formulación original del problema del mal, y este argumento puede esquematizarse como sigue:
1. Si una deidad omnipotente, omnisciente y omnibenevolente existe, entonces el mal no existe.
2. Hay maldad en el mundo.
3. Por lo tanto una deidad omnipotente, omnisciente y omnibenevolente no existe.

Este argumento del tipo modus tollens es lógicamente válido y en consecuencia si las premisas son ciertas, la conclusión necesariamente también debe serlo. Sin embargo, no es claro exactamente cómo la existencia de una deidad todopoderosa y perfectamente buena garantiza la inexistencia de la maldad. Esto es, no es claro si la primera premisa es cierta. Para mostrar que es plausible, las versiones posteriores tienden a desarrollarla, tal como el siguiente ejemplo moderno:
1. Dios existe.
2. Dios es omnipotente, omnisciente y omnibenevolente.
3. Un ser omnibenevolente querría evitar todo los males.
4. Un ser omnisciente conoce todas las formas en que el mal puede originarse.
5. Un ser omnipotente tiene el poder de prevenir que el mal se origine.
6. Un ser que conoce cada forma en que el mal pueda originarse, es capaz de prevenir su existencia, y quiere hacerlo, prevendría la existencia del mal.
7. Si existe un ser omnipotente, omnisciente y omnibenevolente, entonces la maldad no existe.
8. El mal existe (contradicción lógica).

Se considera a ambos argumentos como dos formas del problema lógico del mal, que intenta mostrar que las proposiciónes supuestas conducen a una contradicción lógica y por lo tanto no pueden ser todas correctas. El debate filosófico se ha centrado principalmente en la proposición de que Dios no puede existir con, o querría prevenir, el mal (premisas 3 y 6). Respecto a esto, algunos apologistas teístas (por ejemplo, Leibniz) sostienen no solo que la existencia de tal deidad es compatible con el mal, sino que lo permite con el fin de lograr bienes superiores. 
Se ha propuesto la libertad como uno de tales bienes superiores, argumentado por Alvin Plantinga en su popular defensa. Plantinga argumenta que las proposiciones que sugiere Mackie no son formalmente consistentes; los recursos de la lógica por sí solos no nos permiten deducir una contradicción explícita de su conjunción”. Su primera parte considera el mal moral como el resultado de las acciones humanas por medio de la libre voluntad. La segunda parte argumenta la posibilidad lógica de "un poderoso espíritu no humano", como el Diablo, quien es responsable por el mal natural, incluyendo terremotos, maremotos y enfermedades virulentas. Algunos filósofos aceptan que Plantinga resolvió exitosamente el problema lógico del mal, ya que aparentemente mostró que Dios y el mal son lógicamente compatibles; aunque otros disienten completamente, como John Leslie Mackie, quien se acuñó el término, o Michael Tooley para quienes la existencia del mal "refuta de manera concluyente" la existencia de Dios.
Para refutar el argumento, habría que demostrar que al menos una de las premisas es falsa. Una forma es limitar las capacidades de Dios o dar motivos para la existencia del mal. Debido a esto, pocos filósofos contemporáneos defienden una respuesta a la incompatibilidad lógica. Otra manera más sencilla de evitar la aparente incompatibilidad lógica entre las proposiciones:
1. Dios es omnipotente
2. Dios es omnisciente
3. Dios es benevolente
4. Existe el mal

es simplemente añadir una quinta proposición al sistema, de manera que este quedase:
1. Dios es omnipotente
2. Dios es omnisciente
3. Dios es benevolente
4. Existe el mal
5. Dios podría tener motivos suficientes para permitir la existencia del mal

De manera que, mientras no se demuestre la imposibilidad lógica de que la premisa 5 sea verdadera (cosa imposible de hacer mediante razonamiento inductivo), la versión lógica del problema en cuestión quedaría lógicamente anulada, pues en este segundo sistema no hay incompatibilidad lógica por asumir la verdad simultánea de la totalidad de las proposiciones de dicho sistema.
Mackie declaró que el argumento "no muestra que las doctrinas del teísmo son lógicamente incompatibles entre sí". William L. Rowe cree que nadie ha logrado establecer la incompatibilidad del mal con Dios. No obstante, Mackie afirma que si las respuestas dadas al mal "ofrecen una solución real al problema es otra cuestión". Las discusiones actuales sobre el problema del mal se centran en lo que se llama "el problema evidencial del mal". Aun así existen defensores modernos de este argumento como James P. Sterba.

### Problema evidencial del mal

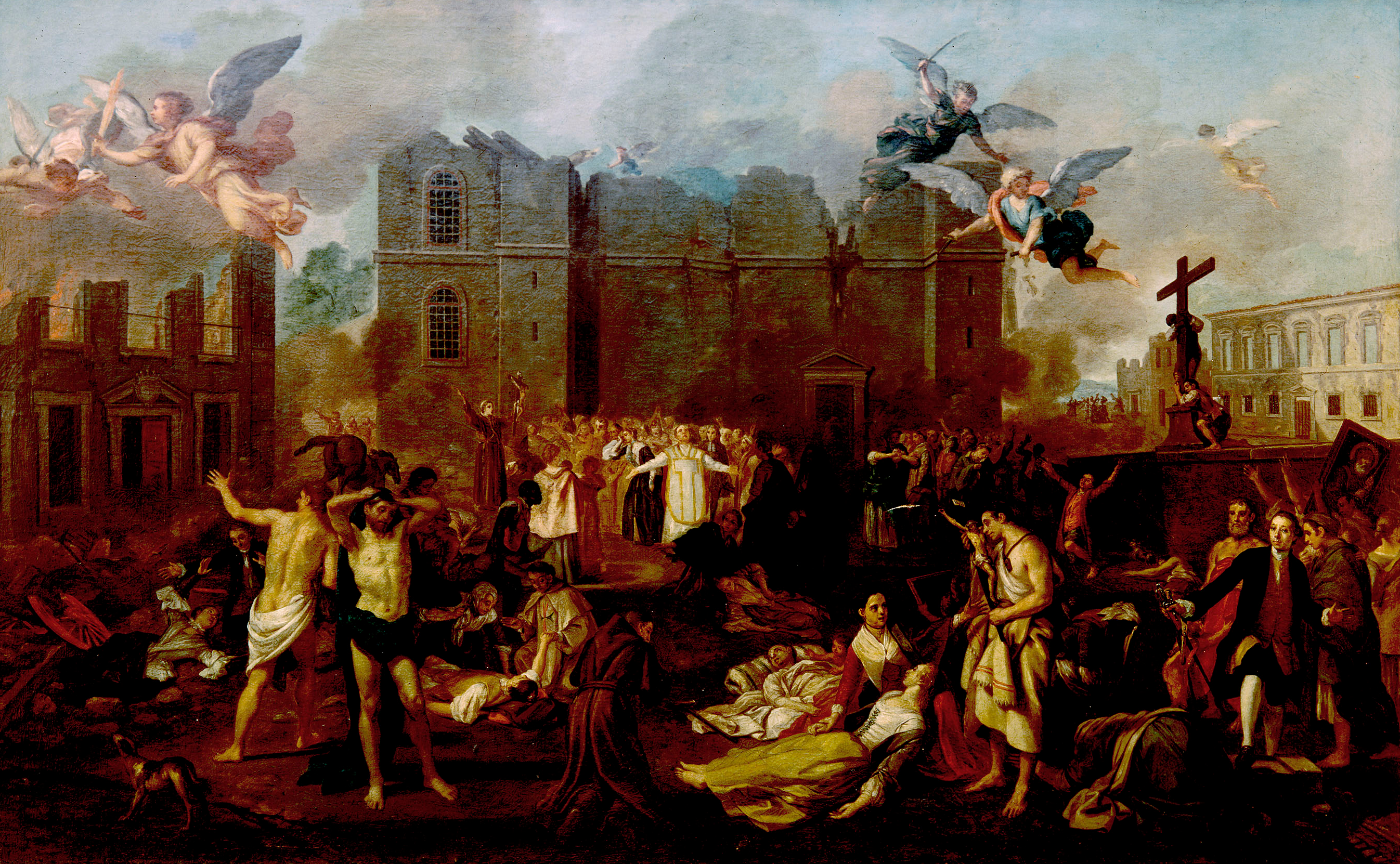
El terremoto de Lisboa de 1755 ha sido usado de ejemplo como mal natural. En el Poema sobre el desastre de Lisboa, Voltaire criticó la creencia en la "Divina providencia" como imposible de defender. Michael Tooley también los usó para mostrar que la existencia de un Dios benevolente es improbable, ya que a prima facie tal evento es malo.

La versión evidencial del problema del mal (también llamada la versión local, probabilística o inductiva) busca mostrar que la existencia del mal, aun si es lógicamente consistente con la existencia de tal deidad, va en contra o disminuye las probabilidades de que el teísmo sea cierto. Estas formulaciones suelen apelar a males naturales y acontecimientos difíciles de explicar con el poder y la bondad infinita de Dios. El filósofo John Stuart Mill escribió en su ensayo póstumo On nature:

Matar, el acto más criminal reconocido por las leyes humanas, la Naturaleza lo hace una vez a cada ser que vive; y, en una gran proporción de casos, después de torturas prolongadas, como sólo los más grandes monstruos de los que leemos infligieron intencionadamente a sus semejantes vivientes. [...] La anarquía y el Reino del Terror son superados en injusticia, ruina y muerte por un huracán y una peste.

Un famoso ejemplo de mal natural fue el terremoto de Lisboa que ocurrió en el día de Todos los Santos de 1755, el cual fue discutido extensamente por los filósofos ilustrados europeos, inspirando grandes debates especialmente en el campo de la teodicea. Voltaire criticó en el Poema sobre el desastre de Lisboa la creencia en la "Divina providencia" como imposible de defender.

“Todo está bien, dicen ustedes y todo es necesario”. ¿Qué, el universo entero, sin ese infernal abismo, sin engullir Lisboa, hubiese estado peor? ¿Están ustedes seguros de que la causa eterna que todo lo hace, todo lo sabe, y todo lo creó para ella, no hubiera podido lanzarnos a esos tristes climas sin formar volcanes encendidos bajo nuestros pasos? ¿Así limitaría usted a la suprema potencia? ¿Le prohibiría usted ejercer su clemencia?

Se considera que David Hume formuló una de las primeras versiones del argumento en la obra Diálogos sobre la religión natural, donde sostuvo que aun siendo compatible el mal con Dios, no se puede inferir su bondad infinita basándose en nuestra experiencia.

«Permitiré que el dolor o la desdicha en el hombre sea compatible con el poder y la bondad infinitos de la Deidad, incluso en su sentido de estos atributos: ¿Qué ha avanzado en todas estas concesiones? Una mera compatibilidad posible no es suficiente. Debe probar estos atributos puros no mezclados, e incontrolables, del presente fenómeno mixto y confuso, y solo a partir de estos.»

Como ejemplo, un crítico de la idea de Platinga de “un poderoso espíritu no humano” que causa males naturales puede conceder que la existencia de tal ser no es lógicamente imposible pero argumentaría que debido a la falta de evidencias científicas para tal existencia, esto es muy improbable y por tanto no es una explicación convincente de la presencia de los males naturales. A continuación se presentan ejemplos del problema evidencial del mal:
Versión absoluta de William L. Rowe:
1. Existen instancias de intenso sufrimiento en que un ser omnipotente y omnisciente podría haber previsto sin por ello perder algún bien superior ni permitir algún mal igualmente malo o peor.
2. Un ser omnisciente, totalmente bueno podría haber prevenido la ocurrencia de cualquier intenso sufrimiento si pudiese, a menos que esto perjudicara a un bien superior o permitiese un mal igualmente malo o peor.
3. Por lo tanto, no existe un ser omnipotente, omnisciente y totalmente bueno.

Versión relativa por Paul Draper:
1. El mal gratuito existe.
2. La hipótesis de indiferencia, esto es, que existirían seres sobrenaturales que son indiferentes a los males gratuitos, es una mejor explicación para (1) que el teísmo.
3. Por lo tanto, la evidencia prefiere que ningún dios, al menos aquel entendido por los teístas, existe.

Estos argumentos son juicios de probabilidad debido a que se apoyan en la afirmación de que, aun luego de reflexión minuciosa, no se puede ver ninguna buena razón para que Dios permita el mal. La inferencia a partir de esta afirmación en la proposición general —de que existe mal innecesario— es inductiva en su naturaleza. Es este paso inferencial que distingue al argumento evidencial del lógico.
Aún persiste la posibilidad lógica de haber razones ocultas o desconocidas para la existencia del mal, sin embargo, la existencia de un dios resulta en una hipótesis a gran escala dirigida a que algunos hechos particulares tengan sentido, que puede descartarse en la medida en que falle en explicarlos. De acuerdo con la navaja de Ockham, se deberían asumir tan pocas premisas como sea posible. Las razones implícitas son conjeturas supuestas, como lo es la conjetura de que los hechos relevantes son observables o que hipótesis sin pruebas no son erradas, puesto que estas están ocultas para los humanos. En consecuencia, la hipótesis de indiferencia es mucho más simple, ya que no requiere de razones supuestas para explicar el mal. De manera similar, para cada argumento desconocido que justifica al menos en parte la existencia del mal, existe la misma posibilidad de que existan argumentos especulativos que de hecho empeoren la gravedad moral del mal observado. En consecuencia, desde un punto de vista inductivo los argumentos ocultos se anulan unos a otros. Paul Draper propone una modificación al argumentar usando un razonamiento bayesiano que si los seres sobrenaturales existen, son indiferentes a nuestro sufrimiento, siendo una mejor explicación para la existencia del sufrimiento.
El autor e investigador Gregory S. Paul presenta lo que él considera un problema del mal particularmente fuerte. Estima que al menos han nacido 100 millardos de personas en toda la historia humana (comenzando aproximadamente hace 50 000 años, cuando nació el primer Homo sapiens). Calculó un estimativo de la mortalidad infantil promedio de toda la existencia humana. Descubrió que el índice era superior al 50%, y que los niños morían principalmente debido a enfermedades como la malaria. Esto significa que 50 millardos de personas han muerto naturalmente antes de la madurez sexual. Agrega que hasta 300 millardos de personas nunca vieron la luz del día, pues el índice de mortalidad prenatal estaría cerca del 75%. En base a esto, se puede calcular la población del Cielo en 400 millardos: 50 millardos de niños, misma cantidad de adultos y aproximadamente 300 millardos de fetos, lo que da un total de 400 mil millones de habitantes celestiales. El filósofo Michael Tooley llevó una teoría sustantiva de la lógica inductiva, o probabilidad lógica, para sustentar el argumento del mal, y luego argumentar que cuando se hace esto, uno puede derivar una fórmula que da la probabilidad de que Dios no exista en relación con la información sobre el número de males aparentes que se pueden encontrar en el mundo.
Esta versión inductiva del argumento es más popular que su versión deductiva. William Alston declaró que “se reconoce en (casi) todos los lados que el argumento lógico es insolvente, pero el argumento inductivo aún está vivo y coleando”. Una respuesta común a los casos del problema evidencial es que hay justificaciones plausibles (y no incomprensibles) para que una deidad permita el mal. Estas teodiceas se discuten más adelante.

### Problema de mal en los animales

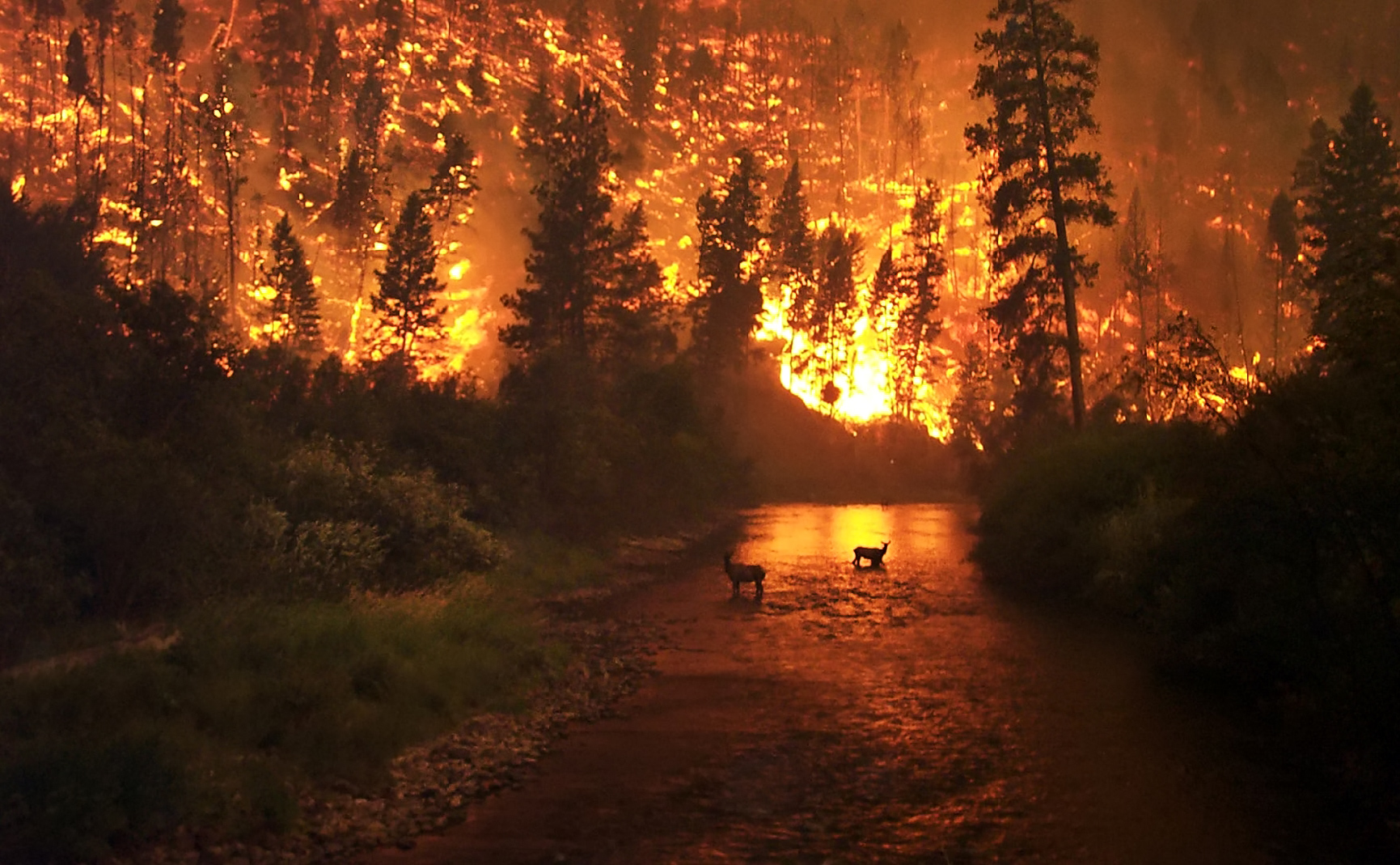
Ejemplo famoso de William L. Rowe sobre el mal natural: "En algún bosque lejano un rayo impacta un árbol muerto causando un incendio forestal. En el fuego hay un cervato atrapado, horriblemente quemado, que yace en terrible agonía por varios días antes de que la muerte le libere de su sufrimiento".

El problema evidencial y lógico del mal también se ha extendido más allá del sufrimiento humano a la ética animal donde se incluye el sufrimiento de los animales por la crueldad, la enfermedad y el mal. Esto también se le conoce como el problema darwiniano del mal en honor a Charles Darwin:

El sufrimiento de millones de animales primitivos durante un tiempo casi infinito es aparentemente irreconciliable con la existencia de un creador de bondad "ilimitada".
Charles Darwin, 1856

Una segunda versión considera el sufrimiento animal sería evitable si es causado por seres humanos, como aquellos producto de: la crueldad animal, la caza o el consumo. Filósofos como John Hick, Quentin Smith, Theodoro Drange, Peter Singer y Paul Draper la han utilizado para contrarrestar las respuestas y las defensas del problema del mal que consideran el sufrimiento como un medio para perfeccionar la moral y un mayor bien, ya que los animales son víctimas inocentes, indefensas, amorales pero sensibles. Al respecto dentro de las filosofias y religiones hinduistas, se da como explicación al problema del mal en los animales, igualmente el proceso del karma; ya que postulan que el  proceso kármico no sería exclusivo de los humanos, al poder transitar las conciencias en el ciclo del Samsara entre diferentes seres sintientes. 
Michael Almeida dijo que este dilema era “quizás la versión más seria y difícil” del problema del mal y se puede expresar como:
1. Dios es omnipotente, omnisciente y completamente bueno.
2. El mal extenso del sufrimiento animal existe.
3. Necesariamente, Dios puede crear un mundo evolutivo “perfecto” (en donde se maximice el bienestar animal y minimice el sufrimiento animal).
4. Necesariamente, Dios puede crear un mundo evolutivo “perfecto” solo si Dios crea un mundo evolutivo “perfecto”.
5. Necesariamente, Dios creó un mundo evolutivo “perfecto”.
6. Si (1) es verdadero, entonces (2) o (5) es verdadero, pero no ambos. Esto es una contradicción, por lo que (1) no es cierto.

En un principio Darwin simpatizó con la idea de que todos estos males naturales conducen a un “bien supremo, que podemos concebir, la creación de los animales superiores”, no obstante, se necesita demostrar que Dios no pudo obtener ese bien sin esos males. Paul Draper afirma que el “naturalismo” es una hipótesis más plausible para explicar el sufrimiento de la biología evolutiva que el teísmo. El biólogo Richard Dawkins concluye en El río del Edén que el mundo natural debe contener necesariamente enormes cantidades de sufrimiento animal que está más allá de toda contemplación decente como consecuencia inevitable de la interacción de mecanismos evolutivos: “El universo que observamos tiene precisamente las propiedades que deberíamos esperar si, en el fondo, no hay diseño, ningún propósito, ningún mal, ningún bien, nada más que una despiadada indiferencia”.

### Otras clasificaciones
René Descartes confrontó en la Cuarta Meditación una versión epistemológica del problema del mal, enfocándose en el mal del error: “[H]abiendo recibido de Dios la facultad de concebir, lo concibo sin duda alguna rectamente, y no puede provenir de ella que me equivoque. ¿De dónde nacen, pues, mis errores?”.
Michael Tooley distinguió entre las versiones axiológicas y deontológicas del argumento del mal. Las primeras, “están formuladas en términos de conceptos axiológicos específicamente, en términos de bondad o maldad, deseabilidad o indeseabilidad”. Las últimas, “utiliza[n] conceptos que se centran en la lo correcto y lo incorrecto de las acciones [...] propiedades que determinan si una acción es una que debe realizarse”. Tooley sugiere que las versiones axiológicas son problemáticas, ya que suelen apelar a afirmaciones éticas controvertidas.

### Argumentos relacionados
Las doctrinas del Infierno, particularmente aquellas de sufrimiento eterno, plantean formas particularmente fuertes del problema del mal al defender la existencia de un castigo divino de tortura infinita (véase problema del infierno). Al considerar males la no creencia, creencias equivocadas y el diseño precario de los seres vivientes, los argumentos de la no creencia, de las revelaciones inconsistentes y del mal diseño son otros ejemplos de que la coexistencia entre el mal y tal deidad es improbable o imposible.
También se han utilizado argumentos antinatalistas (posición contraria a la reproducción y el nacimiento de nuevos seres humanos) como apoyo del problema del mal.

## Respuestas y críticas
Desde un punto de vista ateo, el problema del mal se resuelve trivialmente y, por lo tanto, de acuerdo con el principio de la navaja de Occam: la existencia del mal y el sufrimiento se reconcilian con la suposición de que existe un Dios omnipotente, omnibenevolente y omnisciente asumiendo que Dios no existe. Las respuestas teístas al problema del mal en ocasiones han sido clasificadas en defensas o teodiceas. Sin embargo, los autores difieren de sus definiciones precisas.
Generalmente, una defensa se refiere al intento de resolver el problema lógico del mal al mostrar que no hay una incompatibilidad lógica entre las existencias del mal y de tal dios. Esta tarea no requiere proveer una explicación plausible del mal y es exitosa si logra compatibilizarlos. Ni siquiera necesita ser verdadera, debido a que una explicación falsa, aunque coherente, sería suficiente para conciliarlas.
Por el otro lado, una teodicea, es más ambiciosa, debido a que intenta dar una justificación plausible (una razón moral o filosóficamente suficiente) para la existencia del mal y por tanto rebatir el argumento evidencial del mal. Richard Swinburne sostiene que no tiene sentido asumir que existen bienes superiores que justifican la presencia del mal en el mundo a menos que se identifiquen cuáles son, de lo contrario no se puede lograr una teodicea exitosa. Asimismo, algunos autores consideran que apelar a demonios o la caída del hombre son en verdad hipotéticamente posibles, pero no muy plausibles dado nuestro conocimiento del mundo, y por lo tanto estiman estos argumentos como defensas, mas no buenas teodiceas. Swinburne dice que, tal como está en su forma clásica, el argumento del mal no tiene respuesta, pero puede haber razones contrarias para no llegar a la conclusión de que no hay Dios. Estas razones son de tres tipos: otras razones fuertes para afirmar que hay un Dios; razones generales para dudar de la fuerza del argumento mismo; y razones específicas para dudar de los criterios de cualquiera de las premisas del argumento; “en otras palabras, una teodicea”. El cristianismo ha respondido con múltiples teodiceas tradicionales: las de Agustín, Ireneo, Plantinga, etc.
Una crítica general es que si bien una teodicea puede compatibilizar a un dios con la existencia del mal, lo hace a costa de anular su valor moral. Esto se debe a que las mayoría de las teodiceas asumen que independiente de su origen, el mal existe debido a que es necesario para el logro de un bien superior (ética teleológica). Pero si el mal es necesario para asegurar un bien superior, entonces no habría razón para prevenirlo, ya que al hacerlo también perderíamos el bien superior para el que existe. Aún peor, cada acción podría racionalizarse y actos como robo, asesinato y violación quedarían justificados, ya que si se cometen exitosamente es porque Dios lo ha permitido y en consecuencia debe aumentar el bien superior. Ya que las conclusiones violan nuestras intuiciones morales básicas, las teodiceas teleológicas no pueden ser ciertas. Alternativamente, se puede señalar que estas teodiceas nos conducen a aceptar cada atrocidad ocurrida como compatible con la existencia de un dios omnibenevolente, lo que reduce la noción de bondad divina a un concepto vacío.
Si bien el problema del mal generalmente se considera teísta, Peter Kivy dice que existe un problema secular del mal que existe incluso si uno deja de creer en una deidad; es decir, el problema de cómo conciliar "el dolor y el sufrimiento que los seres humanos se infligen entre sí".

### Negación de atributos divinos
Si un dios carece de al menos uno de sus atributos divinos, entonces la existencia del mal puede ser explicada y por lo tanto el problema del mal puede ser enfrentado por medio de una formulación o doctrina alternativa de teología. Hans Jonas ante el horror de los campos de exterminio nazis renunció a la doctrina de la absoluta e ilimitada omnipotencia divina. Luigi Pareyson sostuvo que el mal está de alguna manera en Dios mismo. La teología del proceso y el teísmo abierto son otras posiciones que limitan la omnipotencia u omnisciencia de Dios (como se define en la teología tradicional y teísmo clásico).
En el politeísmo las deidades individuales normalmente no son omnipotentes u omnibenevolentes ya que sus poderes están distribuidos entre diversos dioses. Sin embargo, si una de las deidades tiene estos atributos, el problema del mal resurge. Sistemas de creencias con varias deidades omnipotentes conducirán a contradicciones lógicas y conflictos.
El diteísmo o maniqueísmo (un tipo de dualismo) explica que el problema del mal a partir de la existencia de dos fuentes, pero no omnipotentes, deidades que se oponen mutuamente. Ejemplos de este sistema de creencias incluye al zoroastrismo, maniqueísmo y tal vez el gnosticismo. Satanás en el islam y cristianismo no son considerados en igualdad de condiciones respecto a Dios, que es omnipotente. Por lo tanto Satanás solo podría existir si así lo permitiese Dios. Tal demonio, así limitado en poder, no puede por tanto explicar por sí solo el problema del mal sin que el teísmo recurra a alguna versión alternativa de su teología. El panteísmo y el panenteísmo, un tipo de diteísmo, ofrecen versiones alternativas al describir la disposición del mal.

#### Pandeísmo
El pandeísmo es una teoría moderna que une el deísmo y el panteísmo, y afirma que Dios creó el universo pero durante la creación se convirtió en el universo. En el pandeísmo, Dios no es un poder celestial, supervisor, capaz de intervenir cada hora en los asuntos terrenales. Ya no existe “arriba”, Dios no puede intervenir desde arriba y no se le puede culpar por no hacerlo. Dios, en el pandeísmo, era omnipotente y omnibenevolente, pero en la forma de universo ya no es omnipotente, omnibenevolente. : 76–77 
Las respuestas de un Dios limitado al problema del mal no han sido populares, pues implicaría abandonar algunos argumentos tradicionales de la existencia de Dios y algunos dogmas teológicos.

### Respuesta del "bien superior"
Las respuestas del "bien superior" responde al problema al usar esta perspectiva para argumentar que la existencia de bienes de mayor valía que un dios no puede lograr sin permitir el mal, y por tanto existen "males necesarios" que él no puede prevenir a pesar de ser omnipotente (Véase «No hay mal que por bien no venga»). Una de las versiones más populares es la defensa del libre albedrío o la de El mejor de los mundos posibles.
Las críticas generales a nivel ético de este tipo de defensas cuestionan la demostración de dichos bienes superiores y la justificación moral para tales fines (véase «El fin justifica los medios»). A nivel teológico, el filósofo James Sterba sostiene que estas defensas violan lo que denomina el "principio Paulino".

"¿Y por qué no decir (como somos blasfemados, y como algunos dicen que nosotros decimos): Hagamos males para que vengan bienes? la condenación de los cuales es justa."
Casiodoro de Reina; Cipriano de Valera (1909). «Romanos 3, 8». Biblia, versión Reina-Valera (Wikisource).

#### Mal como necesario
Según Michel de Montaigne y Voltaire, mientras que los rasgos de carácter como la crueldad desenfrenada, la parcialidad y el egoísmo son una parte innata de la condición humana, estos vicios sirven al "bien común" del proceso social.: xiii  Para Montaigne, la idea del mal es relativa al conocimiento limitado de los seres humanos, no al mundo mismo o a Dios. Adopta lo que los filósofos Graham Oppy y Nick Trakakis llaman una "visión neoestoica de un mundo ordenado" donde todo está en su lugar.
Esta versión secular de la temprana respuesta coherente al problema del mal (el coherencia afirma que la creencia aceptable debe ser parte de un sistema coherente), se puede encontrar, según Amélie Oksenberg Rorty, en los escritos de Bernard de Mandeville y Sigmund Freud. Mandevile dice que cuando los vicios como la codicia y la envidia se regulan adecuadamente dentro de la esfera social, son los que "despiertan la energía y la productividad que hacen posible la civilización progresiva". Rorty afirma que el lema rector de los cohesionistas tanto religiosos como seculares es: "Busca los beneficios obtenidos por el daño y encontrarás que superan el daño".: xv 
El teórico económico Thomas Malthus declaró en Ensayo sobre el principio de la población de 1798 que la disponibilidad de alimentos y el impacto de los alimentos en la población a través del hambre y la muerte, que era: "La necesidad, esa ley imperiosa y omnipresente de la naturaleza, las restringe dentro de los límites prescritos... y el hombre no puede por ningún medio escapar de ella".: 2  Agrega: "La naturaleza no será, de hecho no puede ser derrotada en sus propósitos".: 412  Según Malthus, la naturaleza y el Dios de la naturaleza, no pueden ser vistos como malos en este proceso natural y necesario.

#### El mejor de todos los mundos posibles

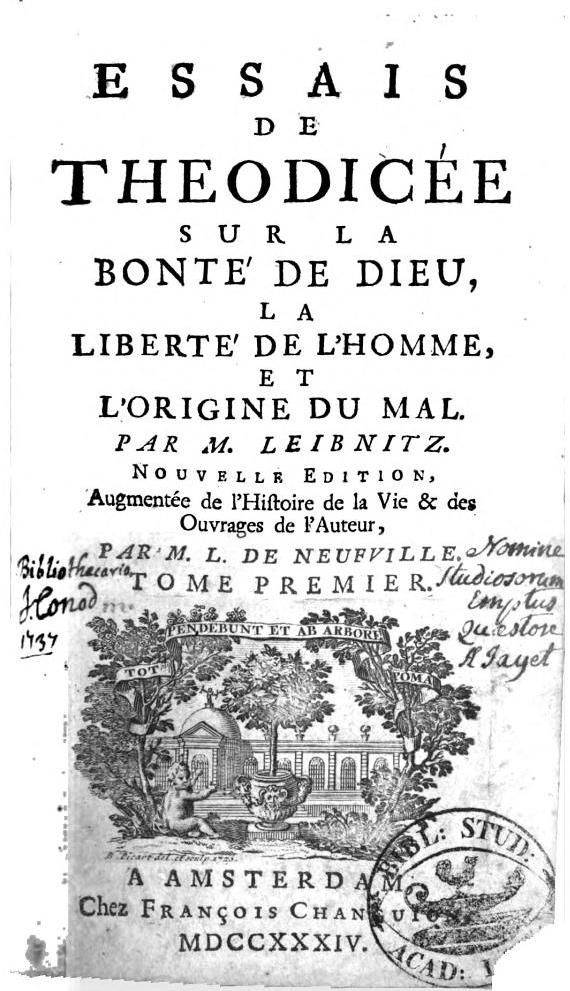
Leibniz en su obra Théodicée afirma que el mundo real es el mejor de todos los mundos posibles.

El filósofo alemán Gottfried Leibniz en su obra Essais de Théodicée sur la bonté de Dieu, la liberté de l'homme et l'origine du mal (Ensayos de Teodicea sobre la bondad de Dios, la libertad del hombre y la Origen del mal) de 1710, afirma que el mundo real es el mejor de todos los mundos posibles. Este es el argumento central de la teodicea de Leibniz y su intento de resolver el problema del mal en su trabajo Monadología:
1. Dios tiene la idea de infinitos universos.
2. Solo uno de estos universos puede existir realmente.
3. Las elecciones de Dios están sujetas al principio de razón suficiente, es decir, Dios tiene razón para elegir una cosa u otra.
4. Dios es bueno.
5. Por lo tanto, el universo que Dios escogió para existir es el mejor de todos los mundos posibles.

Este optimismo metafísico también lo expresó Alexander Pope en su Ensayo sobre el hombre, donde “todo lo que es, es bueno”. Tal afirmación provocó rechazo, sobre todo de Voltaire, quien se burló de Leibniz en su novela cómica Cándido al tener al personaje Pangloss (una parodia de Leibniz y Maupertuis) repitiendo la frase como un mantra. Como escribió Theodor Adorno, «el terremoto de Lisboa fue suficiente para curar a Voltaire de la teodicea de Leibniz». Por otra parte el filósofo Arthur Schopenhauer en El mundo como voluntad y representación llegó a la conclusión opuesta con un razonamiento corolario al afirmar que vivimos en el peor de los mundos posibles, al menos físicamente, pues si el mundo estuviera organizado de una manera un poco peor, la vida ni siquiera podría existir; luego "el mundo es tan malo como puede ser posible, si existe en absoluto". El rabino Adin Steinsaltz dice que vivimos el peor de los mundos esperanzados. Robert John Russell cita a Wesley Wildman afirmando que "si Dios realmente va a crear un mundo celestial de 'crecimiento, cambio y relacionalidad, pero sin sufrimiento', ese mundo y no este mundo sería sería el mejor de todos los mundos posibles".

#### Defensa del libre albedrío
El uso del término libre albedrío crea confusión a menos que sea claramente definido. Para esto Mortimer Adler propuso la delineación de tres tipos de libertad:
1. “Libertad circunstancial” es la “libertad frente a la coerción o ataduras” que previene actuar según la propia voluntad.[126]
2. “Libertad natural” es la libertad de hacer lo que se desea. Este libre albedrío natural es inherente al ser humano[127]
3. “Libertad adquirida” es la libertad “de vivir como se debería”. Alcanzar la libertad adquirida requiere un cambio en el que se adquiere un deseo de vivir de acuerdo a cualidades como la bondad o la sabiduría.[128]

La respuesta del libre albedrío afirma que la existencia de seres libres es algo de gran valor, debido a que la libertad conlleva la capacidad de realizar elecciones moralmente significativas (que incluiría la expresión de amor y afecto). No obstante, también implicaría el potencial abuso ético cuando los individuos fallan en actuar moralmente. Pero las consecuencias negativas de tales abusos son ampliamente superados por el gran valor del libre albedrío y del bien asociado, por lo que es preferible un mundo que ofrezca una existencia libre, y con ello el potencial mal, a un mundo sin maldad ni libertad completa. Un mundo con seres libres benévolos seguiría siendo mejor. Sin embargo, esto requeriría la obediencia de las personas a un dios, ya que sería lógicamente inconsistente para un dios prevenir los abusos de libertad sin restringir esa libertad.

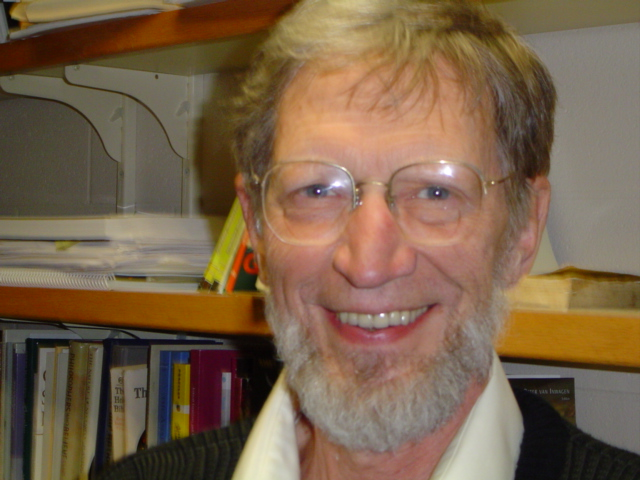
Alvin Plantinga ofreció la defensa del libre albedrío como respuesta al problema del mal de J. L. Mackie.

Alvin Plantinga ofreció una defensa del libre albedrío originalmente como respuesta a J. L. Mackie. Plantinga establece que un Dios es omnipotente, omnisciente y completamente bueno, y un Dios que crea hombres libres que a veces realizan acciones moralmente malas no es contradictorio ni necesariamente falso.
El punto esencial de la Defensa del Libre Albedrío es que la creación de un mundo que contenga el bien moral es una empresa cooperativa; requiere la concurrencia sin coerción de criaturas significativamente libres. Pero entonces la actualización de un mundo W que contenga el bien moral no depende sólo de Dios; también depende de lo que harían las criaturas significativamente libres de W.
Sus críticos han cuestionado si esta respuesta explica históricamente el grado de maldad presenciado en el mundo. Un punto a este respecto es que mientras que el valor del libre albedrío podría ser plausible para compensar males menores, es menos claro que predomine sobre los atributos negativos de los males tales como la violación o el asesinato. Casos particularmente atroces considerados males terribles, que “[constituyen] una razón prima facie para dudar si la vida del participante podría ser (dado su inclusión en ella) un gran bien neto para él”, han sido el centro del trabajo reciente respecto al problema del mal. Otro punto es que estas acciones de seres libres que ocasionan males a menudo limitan la libertad de sus víctimas, por ejemplo, el asesinato de un niño pequeño (e.g. la muerte del Bebé P) impide la libertad del niño de ejercer su libertad de manera significativa. Considerando tal caso en que la libertad de un niño inocente es enfrentada contra la libertad de un asesino, no es claro por qué tal dios permanecería pasivo e indiferente.
Una segunda crítica es que el potencial del mal inherente a la libre voluntad podría estar limitada por medios que no afectaran dicha voluntad. Tal dios podría lograrlo al hacer las acciones morales especialmente placenteras, por lo que resultarían naturalmente atrayentes; podría castigar las acciones inmorales inmediatamente, lo que haría evidente que la rectitud moral favorece nuestro propio bien; o podría permitir realizar malas decisiones, pero intervendría para impedir que sucedieran sus consecuencias dañinas. Según James P. Sterba, el tema en cuestión sería "hasta qué punto Dios ha promovido la libertad al restringir la libertad mucho menos significativa de algunos de nosotros para asegurar la libertad mucho más significativa de otros".

Una respuesta es que tal "mundo fantástico" podría implicar que el libre albedrío tuviese poco o ningún valor. Plantinga añade que “[un] mundo que contiene criaturas que a veces son significativamente libres […] es más valioso, en igualdad de condiciones, que un mundo que no contiene ninguna criatura libre”. C. S. Lewis escribe:
Podemos, tal vez, concebir un mundo en el que Dios corrigiera los resultados de este abuso del libre albedrío por parte de Sus criaturas en todo momento: de modo que una viga de madera se volviera blanda como la hierba cuando se usaba como arma, y el aire se negaría a obedecerme si intentara establecer en él las ondas sonoras que transportan mentiras o insultos. Pero tal mundo sería uno en el que las malas acciones fueran imposibles y en el que, por lo tanto, la libertad de la voluntad sería imposible. vacío; es más, si el principio se llevara a cabo hasta su conclusión lógica, los malos pensamientos serían imposibles, porque la materia cerebral que usamos para pensar rechazaría su tarea cuando intentáramos formularlos.
Una contrarrespuesta es que este pensamiento implicaría que, así como sería indeseable una intervención divina, sería inmoral que los humanos intentaran reducir el sufrimiento producido por malas acciones, postura que pocos abogarían. J. L. Schellenberg argumentó una "ofensa del libre albedrío" al examinar las implicaciones de la defensa del libre albedrío. Concluye que "Dios puede hacer tanto para promover el bien de las personas en un mundo en el que el libre albedrío está ausente como en uno en el que está presente" y, aún si existe, "proporciona un apoyo positivo para el ateísmo." Wes Morriston cuestiona la justificación teísta del valor de la libertad puesto que entra en conflicto con la doctrina de la perfección moral divina, pues "Dios es moralmente perfecto en esencia, y por lo tanto carece de libertad moral". Graham Oppy formuló el "problema del paraíso" en contra de la defensa del libre albedrío, donde argumenta que si el cielo es el mejor lugar donde estar y los seres humanos tienen una libertad de acción muy limitada en el cielo, entonces hay al menos alguna razón para pensar que la libre elección moralmente significativa no puede ser un bien tan importante.
Una tercera respuesta es que aunque esta defensa pudiese explicar el mal moral, falla completamente en encarar el mal natural, como lo son los terremotos, tornados y pandemias. Los apologistas del libre albedrío pueden recurrir a una explicación diferente para explicar estos males naturales o extender la responsabilidad del libre albedrío para incluirlos. Un ejemplo de lo último es la famosa sugerencia de Alvin Plantinga que estos son causados por las libres decisiones de seres sobrenaturales, como demonios. Jean-Jacques Rousseau respondió al poema Voltaire en una extensa carta donde argumenta que la fuente del mal no era Dios, sino sus propias elecciones y acciones. La catástrofe de un terremoto no es el fenómeno en sí mismo sino la decisión de construir la ciudad en ese lugar. Señala Rousseau, “la naturaleza no construyó allí veinte mil casas de seis a siete pisos, y… si los habitantes de esta gran ciudad hubieran estado más repartidos y alojados de forma más ligera, el daño habría sido mucho menor y tal vez de ninguna cuenta”. Otros han defendido que los males naturales son el resultado de la caída del hombre, que corrompió el mundo perfecto creado por Dios; que las leyes naturales son un prerrequisito para la existencia de seres libres e inteligentes; o, de nuevo, que este nos proporciona un conocimiento del mal que haría nuestras elecciones libres más significativas y más valiosas que en su ausencia. Por último, se ha propuesto que los males naturales son un mecanismo de castigo divino por los males morales que los humanos han realizado, por lo que aquellos están justificados (véase también karma, hipótesis del mundo justo, pecado original).
Finalmente, debido a que la respuesta del libre albedrío asume una perspectiva libertaria de la voluntad, el debate sobre su solidez se amplía naturalmente al debate respecto a la existencia y naturaleza del libre albedrío. El compatibilismo rechaza que un ser determinado a actuar moralmente carezca realmente de libre voluntad, y por ello niega que un dios no pudiese garantizar el comportamiento moral de sus criaturas libres. El determinismo fuerte rechaza la existencia del libre albedrío, y, por tanto, rebate que esta justifique el mal en el mundo. Además existe debate con respecto a la compatibilidad de una libre voluntad moral (la habilidad de elegir entre acciones beneficiosas o dañinas) con la ausencia de mal en el paraíso (dilema del Cielo), la omnisciencia (véase el argumento del libre albedrío) y la omnibenevolencia. Véase además incompatibilismo y predestinación.

#### Formador del espíritu o teodicea de Ireneo

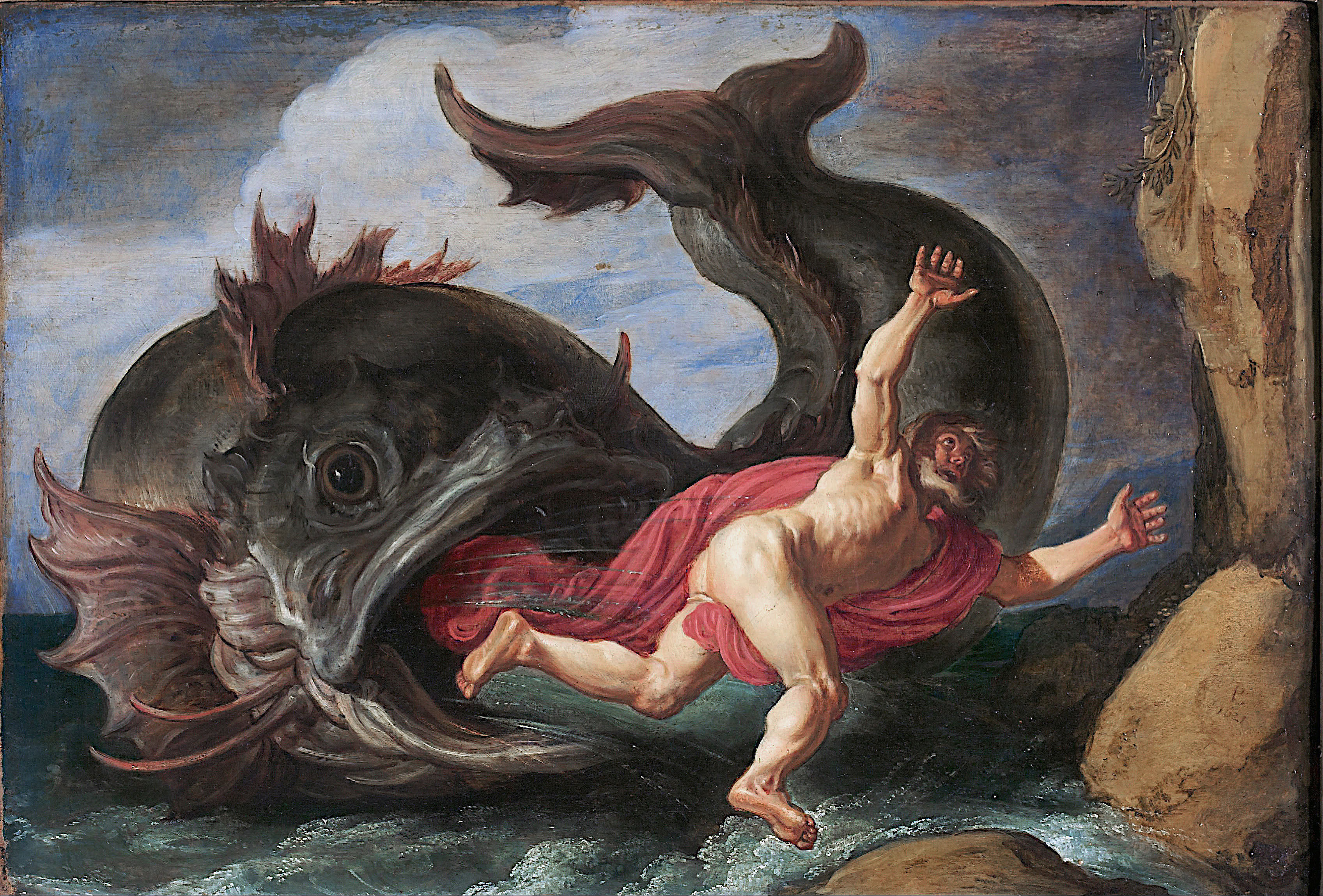
San Ireneo usó el ejemplo bíblico de Jonás como alguien cuyo sufrimiento trajo un bien mayor.

La teodicea del mal como formador del espíritu se caracteriza por afirmar que el mal y el sufrimiento son necesarios para el crecimiento espiritual. La teología consistente con este tipo de teodicea fue desarrollada por el teólogo cristiano del siglo II Ireneo de Lyon, y su más reciente defensor ha sido el filósofo de la religión John Hick. 
El juicio de valor que se invoca implícitamente aquí es que alguien que ha alcanzado la bondad al enfrentarse y eventualmente dominar las tentaciones, y por lo tanto al tomar decisiones responsables en situaciones concretas, es bueno en un sentido más rico y valioso de lo que sería uno creado ab initio en un estado de inocencia o de virtud. Sugiero, entonces, que es un juicio éticamente razonable... que la bondad humana construida lentamente a través de historias personales de esfuerzo moral tiene un valor a los ojos del Creador que justifica incluso el largo trabajo del proceso de creación del alma.
Una deficiencia notada es que muchos males no parecen promover ese crecimiento, aun pueden ser extremadamente destructivos para el espíritu humano. David Hume argumentó que: “La naturaleza ha hecho que la infancia humana sea particularmente frágil y mortal; como si fuera a propósito para refutar la noción de un estado de prueba. La mitad de la humanidad muere antes de convertirse en criaturas racionales". Hick reconoce que este proceso a menudo falla en el mundo. Un segundo problema se refiere a la distribución de los males sufridos: si fuese cierto que un dios permite el mal para facilitar el crecimiento personal, entonces se esperaría que el mal recayese principalmente en aquellos con pobre salud espiritual. Este no parece ser el caso, ya que los inmorales disfrutan de una vida de lujo que los protegen del mal, mientras que muchos de los honestos son pobres y están familiarizados con los males del mundo. Un tercer defecto es que las cualidades desarrollados mediante la experiencia del mal son útiles precisamente porque son eficaces en enfrentar al mal. Pero si no existiese tal mal, entonces no habría valor en poseer tales atributos, y por consiguiente tampoco habría necesidad de que un dios permitiese el mal en primer lugar. Contra este último punto, podría sostenerse que los rasgos desarrollados son intrínsecamente valorables, pero esta idea requiere una justificación. Desde un punto de vista utilitarista, Leslie Allan argumenta que "nunca estamos obligados a causar sufrimiento para provocar respuestas virtuosas".

#### El más allá
También se ha usado la existencia de una recompensa eterno en una vida después de la muerte como justificación del mal. Tomás de Aquino sugirió la teodicea del más allá para abordar el problema del mal y justificar la existencia del mal. Esta teodicea dice que la vida después de la muerte es interminable, la vida humana es breve y Dios permite el mal y el sufrimiento para juzgar y otorgar el cielo o el infierno eternos en función de las acciones morales humanas y el sufrimiento humano. Santo Tomás de Aquino dice que la otra vida es el mayor bien que justifica el mal y el sufrimiento en la vida actual. El teólogo cristiano Randy Alcorn defiende que la dicha del Cielo compensará los sufrimientos terrenales y escribe:

Sin la perspectiva de la eternidad, asumimos que las personas que mueren jóvenes, los minusválidos, quienes sufren hambre y aquellos no se casan o no tienen hijos, o quienes no hacen esto o aquello se perderán de lo mejor que la vida puede ofrecer. Pero la teología que destaca estas suposiciones tienen un error fatal. Presume que nuestra Tierra, cuerpos, cultura, relaciones y vida presentes son todo lo que hay... [pero] El Cielo traerá mucha más compensación para nuestros sufrimientos presentes.

David Lewis señaló que en ciertas formas ortodoxas de teísmo, particularmente el cristianismo y el Islam, Dios es presentado como responsable de un gran mal contra pecadores en forma de castigos en el más allá (véase problema del infierno). El mismo Aquino llegó a sugerir que presenciar el castigo de los condenados en el infierno es una recompensa divina.. El filósofo Stephen Maitzen ha llamado a este razonamiento la teodicea de "El Cielo acalla todo" (Heaven Swamps Everything) y argumenta que es engañoso debido a que confunde compensación con justificación.

[Este razonamiento] puede surgir al imaginar un estado mental de éxtasis o misericordia por parte de la dicha: en el Cielo nadie guarda resentimientos, incluso los sufrimientos terrenales más horribles no son nada comparados con la dicha infinita, todas los errores pasados son perdonados. Pero "ser perdonados" no significa "estar justificados"; la ciega reticencia de afligirse por el sufrimiento no implica que un ser perfecto estuviese justificado en permitir el sufrimiento todo este tiempo. Por la misma razón, nuestra prácticas morales reconocen legítima la denuncia sobre un abuso infantil incluso si, al crecer, la víctima resulta consumir drogas que la vuelve indiferente a su pasado. Incluso si el cielo acalla todo, no significa que justifique todo.

### Karma y vidas pasadas
La hipótesis del karma sostiene que los actos buenos conllevan al bienestar y los actos malos en sufrimiento. Así acepta que existe el sufrimiento en el mundo, pero mantiene que no hay sufrimiento inmerecido, y en que en ese sentido, "el mal" es desequilibrio. En esta hipótesis, la objeción obvia de que las personas también sufren desgracias injustas es enfrentada con la combinación de las ideas del karma y la reencarnación, por lo que tal sufrimiento "injusto" sería el resultado de malas acciones en vidas pasadas; e igualmente se debe considerar que la hipótesis del karma va de la mano con la hipótesis de que la individualidad como seres independientes sería solo una ilusión (Maya) proveniente del hecho de existir en el mundo material. Así el problema del mal solo emergería desde el punto de vista que tiene un individuo desde su vida actual, al considerar las vidas anteriores (humanas y/o animales) como entidades independientes y separadas de su estado actual. Desde este punto de vista individual, las "personas buenas" sufren el mal "injustamente"  y viceversa, independientemente de sus actos bondadosos en su vida actual.

### Teísmo escéptico
Paul Draper es responsable de acuñar primero el término teísmo escéptico y propuesto por primera vez por Michael Bergmann. Los teístas escépticos argumentan respecto al argumento evidencial del mal que debido al conocimiento limitado de la humanidad, no podemos pretender entender a un dios o su máximo plan. Cuando un padre lleva su hijo al médico a una vacunación regular para prevenir enfermedades, se debe a que lo ama y se preocupa por él. El niño sin embargo no podrá apreciar esto. Se ha defendido que al igual que un infante posiblemente no puede entender los motivos del actuar de su padre debido a sus limitaciones cognitivas, así también la humanidad es incapaz de comprender la voluntad de un dios en su estado actual. Dada esta postura, es esperable la dificultad o imposibilidad de encontrar una explicación plausible para el mal en un mundo creado por un ser superior, y en consecuencia el argumento del mal fracasa a menos que pueda probarse que las razones divinas puedan ser comprensibles por nosotros.
Una respuesta relacionada es que el bien y el mal están totalmente fuera de la comprensión humana. Ya que nuestros conceptos del bien y mal nos son inculcados por un dios solo con el objeto de facilitar nuestro comportamiento ético en nuestras relaciones con otras personas, no deberíamos pretender que nuestras nociones sean acertadas más allá de esta función, y por lo tanto no podemos presumir que sean adecuadas para determinar que lo que llamamos mal realmente lo sea. Tal opinión puede ser por sí atractiva para un teísta, ya que permite una agradable interpretación de ciertos pasajes bíblicos, del tipo "Quién forma la luz y crea las tinieblas, Quién hace la paz y crea el mal; Yo soy el Señor, Quien hace todo esto".
Michael Almeida y Graham Oppy han criticado esta teodicea. Una réplica a lo anterior es que se presupone un consecuencialismo divino. Mientras estas consideraciones armonizan la creencia en un dios con nuestra incapacidad de identificar sus razones para permitir el mal, lleva a la pregunta de por qué tal dios no nos ha dado la certeza clara y no ambigua de que tiene buenas razones para permitir el mal, la que sí estaría dentro de nuestra capacidad de entendimiento. A partir de aquí el debate del problema del mal se matiza con la discusión del argumento de la no creencia. Stephen Law argumenta que el teísmo escéptico es una caja de Pandora escéptica que crea "formas de escepticismo inverosímilmente amplias, incluido el escepticismo sobre el mundo externo y el pasado", ya que "¿cómo sabemos que Dios no tiene una buena razón para crear una falsa impresión de un mundo externo, o una buena razón para crear la falsa impresión de que el universo y yo tenemos más de cinco minutos?". James P. Sterba señala que bajo el teísmo escéptico se viola el principio ético del consentimiento informado.

### Negación de la existencia del mal
En el segundo siglo, los teólogos cristianos intentaron reconciliar el problema del mal negando la existencia del mal. Entre estos teólogos, Clemente de Alejandría ofreció varias teodiceas, de las cuales una fue llamada "teoría de la privación del mal", por la que entiende que todo lo creado es bueno, pero en ocasiones privado de mayor perfección, como ocurre en el pecado.

#### Mal como ausencia de bien o teodicea agustiniana
Platón consideró el mal como resultado de la falta de atención humana para encontrar y hacer el bien: el mal es una ausencia del bien donde debería estar el bien. Paul Elmer More dice que Platón dirigió todo su programa educativo contra la "indolencia innata de la voluntad" y el descuido de la búsqueda de motivos éticos "que son los verdaderos resortes de nuestra vida". Platón afirmó que es la pereza innata, la ignorancia y la falta de atención a la búsqueda del bien lo que, al principio, lleva a los humanos a caer en "la primera mentira, del alma" que luego a menudo conduce a la indulgencia y la maldad. Según Joseph Kelly, Clemente de Alejandría, un neoplatónico del siglo II, adoptó la visión del mal de Platón.

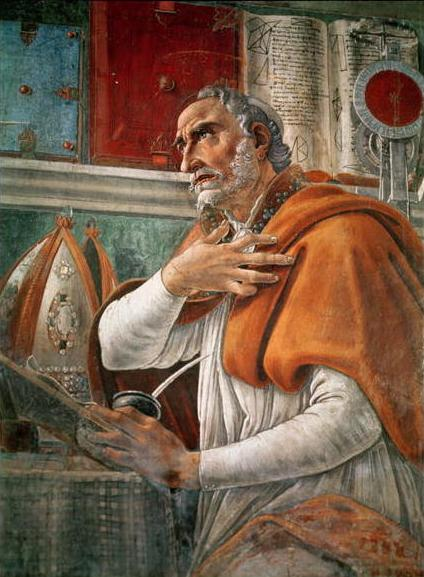
San Agustín de Hipona rechazó que el mal exista en sí; en cambio, lo consideró como una corrupción de la bondad.

El teólogo del siglo V Agustín de Hipona mantuvo en su Enchiridion sobre la fe, la esperanza y el amor que el mal existe como una ausencia del bien. La ignorancia es un mal, pero solo es la ausencia de conocimiento, que es bueno; así mismo la enfermedad es la ausencia de salud y la crueldad lo es de compasión. Dado que el mal no tiene realidad positiva per se, no puede causarse su existencia, por lo que Dios no es el responsable de ella. En su forma más fuerte, este principio identifica al mal como ausencia de Dios, que sería la única fuente de todo lo que es bueno.
El punto de vista de Agustín sobre el mal se basa en el principio causal de que toda causa es superior a sus efectos.: 43  Dios es innatamente superior a su creación, y "todo lo que Dios crea es bueno".: 40–42  Toda criatura es buena, pero "algunas son mejores que otras (De nat. boni c. Man.14)".: 44  Sin embargo, los seres creados también tienen tendencias hacia la mutabilidad y la corrupción porque fueron creados de la nada. Están sujetos a los prejuicios que provienen de la perspectiva personal: los humanos se preocupan por lo que les afecta y no ven cómo sus privaciones pueden contribuir al bien común. Para Agustín, el mal, cuando se refiere a la creación material de Dios, se refiere a una privación, a una ausencia de bondad “donde podría haber bondad (Conf. 3.7.12)”.: 44  El mal no es una sustancia que existe por derecho propio separadamente de la naturaleza de todo Ser. Esta ausencia de bien es un acto de la voluntad, "un rechazo culpable de la infinita munificencia que Dios ofrece en favor de una tarifa infinitamente inferior", elegida libremente por la voluntad de un individuo.: 46 
Una opinión similar utiliza el concepto taoísta del yin-yang, que permite que tanto el bien y el mal tengan una realidad positiva, pero sostiene que son opuestos complementarios tal que la existencia de cada uno es dependiente de la existencia del otro. La compasión, como virtud, solo puede existir si hay sufrimiento del que compadecerse; la valentía solo existe si enfrentamos el peligro; el altruismo solo es preciso cuando hay los otros son necesitados. A veces es llamado el "argumento por el contraste".
Esta visión ha sido criticada como semántica. Quizás la crítica más importante de estos argumentos es que aun si se concede su victoria frente al argumento del mal, son inútiles contra un "argumento de la ausencia de bien" que puede esgrimirse en su reemplazo, por lo que la repuesta solo es superficialmente eficaz. Tomás de Aquino expresó este problema:

Si uno de los contrarios es infinito, el otro queda totalmente anulado. Esto es lo que sucede con el nombre Dios al darle el significado de bien absoluto. Pues si existiese Dios, no existiría ningún mal. Pero el mal se da en el mundo. Por lo tanto, Dios no existe.
Suma teológica - Parte I - c.2 - 3

Agustín, afirma Lopes Pereira, aceptaba la existencia del sufrimiento y era consciente de que la teoría de la privación no era una solución al problema del mal.

#### Mal como ilusión
Es posible argumentar que los males como el sufrimiento o la enfermedad son meras ilusiones (provenientes de la dualidad y/o la existencia material experimentada al existir en el mundo material) y que son consideradas erróneamente expresiones "reales" del mal. Esta perspectiva es aceptada por algunas filosofías religiosas orientales, como el hinduismo y budismo, y la Ciencia cristiana. Es casi plausible cuando nuestro conocimiento de los males son geográfica o temporalmente distantes, o tienen su origen principalmente en estados mentales y psicológicos del individuo; por lo que pueden no ser reales después de todo. Sin embargo, cuando consideramos nuestras propias sensaciones de dolor y angustia como seres sintientes en el mundo material, no parece haber desacuerdos en comprender que se está afligido por tales malestares y sufrimientos bajo la influencia externa. Dadas esas experiencias, no parece razonable, desde esta perspectiva, descartar todos los males considerándolos ilusorios. Con respecto a la negación del mal como algo real, David Hume opina que tal afirmación es contraria a “los sentimientos naturales de la mente humana”. Sin embargo se debe considerar también, que el argumento del mal como ilusión o perteneciente al estado ilusorio del mundo, es dado desde la perspectiva de reconocer la existencia de una realidad última superior (no material), de la cual emana el mundo material.
Al contrario, Arthur Schopenhauer en su postulado si enfatizó la existencia del mal como real, y su negación del bien. El pesimismo de Schopenhauer le llevó a afirmar que "el mal es solo lo positivo; hace sentir su propia existencia [...] Lo bueno es lo negativo; en otras palabras, la felicidad y la satisfacción implican siempre algún deseo cumplido, algún estado de dolor puesto fin". Definió el "bien" como la coordinación entre un objeto individual y un esfuerzo definido de la voluntad, y definió el mal como la ausencia de tal coordinación.

#### Neocartesianismo
La popularidad del problema del sufrimiento animal ha llevado a filósofos y teólogos modernos a defender la posición fisiológica cartesiana. Acorde con el mecanicismo fisiológico del filósofo René Descartes, los estados mentales como la memoria e imaginación "se derivan de la mera disposición de los órganos" así como "un reloj u otro autómata se derivan de la disposición de sus contrapesos y ruedas". Sin embargo, acorde con su dualismo sustancial, solo los seres humanos poseen alma que les otorga razón y conciencia de sí mismos. En consecuencia, los animales son incapaces de sentir o percibir dolor y sus comportamientos pueden ser explicados mecánicamente.

Así, C. S. Lewis escribió en The Problem of Pain: 
"De la doctrina de que Dios es bueno podemos deducir con confianza que la apariencia de crueldad divina temeraria en el reino animal es una ilusión".
Dado el gran consenso científico sobre la realidad del sufrimiento animal se han reformulado las tesis de Descartes, argumentándose en su lugar que los animales carecen de un estado de conciencia elevada, por lo que su sufrimiento no es comparable al humano. William Lane Craig y Michael J. Murray han defendido estas posiciones neocartesianas. El biólogo Jerry Coyne criticó esta posición como "insostenible" porque los animales "todavía sufren, y el sufrimiento duele".

### Girar el tablero
Una forma distinta de enfrentar el problema del mal es dar vuelta el tablero al sugerir que cualquier argumento del mal es contradictorio, ya que su conclusión necesitaría de la falsedad de alguna de sus premisas. Una respuesta de este tipo es señalar que la afirmación "El mal existe" implica una norma ética con la cual se determina el valor moral, y luego argumentar que este marco moral implica la existencia de un dios. Tomás de Aquino afirma que “Si el mal existe, Dios existe. Pues no existiría el mal una vez quitado el orden del bien, del cual el mal es privación. Pero este orden no existiría, si no existiera Dios” (véase el argumento de la moralidad).

Mi argumento contra Dios fue que el universo parecía tan cruel e injusto. ¿Pero cómo tenía esta idea de lo justo e injusto? Un hombre no llama una línea torcida a menos que tenga alguna idea de una línea derecha. ¿Con qué estaba comparando este universo cuando lo llamé injusto?... Claro que podría haber rendido mi idea de justicia al decir que solo era una idea privada y personal. Pero si lo hacía, entonces mi argumento contra Dios también colapsaba: ya que el argumento dependía en afirmar que el mundo era realmente injusto, no solo que no resultase complacer mis antojos.
C. S. Lewis

La crítica estándar a esta postura es que el argumento del mal no representa necesariamente las opiniones del exponente, sino que muestra que las premisas que un teísta está inclinado a creer llevarían a la conclusión que tal dios no puede existir, es decir, un reductio ad absurdum de la cosmovisión teísta. Una segunda crítica es que el mal se puede inferir del sufrimiento de las víctimas, en lugar de las acciones de un agente malvado, por lo que no se implica ningún "estándar ético". Este argumento fue expuesto latamente por David Hume. Otra opción es reformular el argumento del mal para que esta respuesta no sea válida: por ejemplo, reemplazar el término "mal" con "sufrimiento", o lo que es más incómodo, cuestiones que los teístas ortodoxos aceptarán que se les llama "males" correctamente, como asesinatos, violaciones, guerras, pandemias, etc.

### Apelación al argumento ontológico
Una última forma en la que uno podría intentar demostrar que los hechos sobre el mal no pueden constituir evidencia prima facie contra la existencia de Dios es apelando al argumento ontológico. Si el argumento ontológico fuera sólido, podría proporcionar una refutación al argumento del mal por mostrar que Dios existe y también que es necesario. Filósofos como Anselmo, Descartes, Leibniz y Plantiga son claros defensores del argumento. Sin embargo, la mayoría de los filósofos actuales no creen que sea sólido. Según  Eric Wiland, como ambos argumentos asumen que la bondad es lógicamente atributiva, entonces ambos argumentos fallan.
Carl J. Brownson usó el problema del mal como una "refutación ontológica" o "argumento ontológico contra la existencia de Dios", ya que si Dios existe necesariamente en el sentido de que si existe entonces existe en todos los mundos posibles, la mera posibilidad de un mundo incompatible con las cualidades esenciales de Dios hace que Dios sea imposible.

## Desafío del Dios maligno
Filósofos como Steven M. Cahn y Stephen Law, han argumentado que así como existe un "problema de mal" para los teístas que creen en un ser omnisciente, omnipotente y omnibenevolente, también existe, de forma corolaria, un "problema del bien" para cualquiera que crea en un ser omnisciente, omnipotente y omnimalevolente (o perfectamente malvado). Como parece que las defensas y teodiceas que podrían permitir al teísta resistir el problema del mal pueden invertirse y utilizarse para defender la creencia en el ser omnimalevolente, esto sugiere que deberíamos sacar conclusiones similares sobre el éxito de estas estrategias defensivas. En consecuencia el teísta se enfrenta un dilema: aceptar que ambas respuestas (para el problema del mal y del bien) son igualmente poco convincentes, y por tanto quedar inerme frente al problema del mal; o aceptar que ambas respuestas son igualmente válidas, al considerar tan plausible la existencia de un ser omnipotente, omnisciente y omnimalevolente como la de uno omnibenevolente.

En cualquier caso, hay un punto más general que hacer sobre los argumentos que intentan mostrar que un dios maligno es una imposibilidad y que así se resuelve el desafío del dios maligno. El punto es este: incluso suponiendo que un dios maligno sea, por alguna razón X, una imposibilidad, todavía podemos hacer la pregunta hipotética: dejando de lado el hecho de que fulano establece que un dios maligno es una imposibilidad, ¿cuán razonable sería de otro modo suponer que existe un ser tan maligno? Si la respuesta es 'muy irrazonable', es decir, debido al problema del bien, entonces el desafío del dios malo aún se puede ejecutar. Todavía podemos pedir a los teístas que expliquen por qué, si de otro modo rechazarían la hipótesis del dios maligno como muy irrazonable, ¿no adoptan el mismo punto de vista con respecto a la hipótesis del dios bueno?
Stephen Law (2010). The evil-god challenge. Religious Studies, 46(3), p. 371-372 

## Visión del mal por religión

### En el politeísmo egipcio
La antigua religión egipcia, según Roland Enmarch, potencialmente absolvió a sus dioses de cualquier culpa por el mal, y utilizó una cosmología negativa y el concepto negativo de la naturaleza humana para explicar el mal. Además, el Faraón era visto como un agente de los dioses y sus acciones como rey estaban dirigidas a prevenir el mal y frenar la maldad en la naturaleza humana.

### En el hinduismo
En el marco de las filosofías hindúes, como el Advaita Vedanta, el Tantra y el Shivaísmo de Cachemira, la existencia del mal y la dualidad del "bien" y el "mal" está íntimamente ligada a las vibraciones (en sánscrito, spanda o nāda) que se originan desde la realidad última y/o deidad superior, para dar así origen a la manifestación cósmica de Maya dentro del desarrollo del "juego" de Lila. De este modo el mal como lo entendemos, es una manifestación de Maya, que es temporal y transitoria, pero esencial para el juego cósmico.
A partir de ello la pregunta del ¿Porqué la existencia del mal? y ¿Por qué el "bien" y el "mal" son necesarios? Se explican en función de su existencia como requisito para sostener el "drama cósmico" de la existencia; ya que sin polaridad, no habría acción, evolución, ni narrativa en el universo. Sin su existencia, el universo sería un vacío estático. En Lila, el bien y el mal no son absolutos, sino relativos, dependiendo de la perspectiva y el nivel de consciencia del observador. 
Igualmente Las acciones (buenas o malas) "provenientes" del mal y del bien generan reacciones kármicas, que mantienen el flujo del saṃsāra en el "juego" de Lila hasta que el alma madura y se libera de este ciclo. Si se eliminara o no existiera el mal por completo, se interrumpiría el libre albedrío y el "propósito" o "función pedagógica" del karma como un desafío que nos empuja a trascender la ignorancia (avidya) para poder recordar nuestra naturaleza eterna. 
Así, la pregunta del porque las deidades superiores de la Trimurti, ( Vishnu,  Shiva, y Brahma) "permiten" la existencia del "mal", no sería por descuido o aprobación, sino como parte del equilibrio necesario que se requiere para que el universo funcione y no colapse en el caos ni en la rigidez absoluta, al ser necesario para mantener el dinamismo y la evolución dentro del universo; y para que las almas tengan un lugar y oportunidad para que experimenten, aprendan y evolucionen en este proceso. De esta forma las deidades de la Trimurti "permiten" que los actos que van en contra del dharma y rita existan dentro de los límites del juego cósmico de lila porque saben que, en última instancia, estos actos están subordinados al dharma y son transitorios. Por ejemplo, Vishnu, como el preservador, interviene en el universo cuando el equilibrio se ve amenazado, para restaurarlo mientras participa activamente en Līlā a través de sus avatares.

«El mal existe para que el bien brille; la noche existe para que apreciemos el día. Shiva y Vishnu, en su juego infinito, son los padres de ambos.»
Vishnu Purana

«El Señor permite el mal para que las almas, agobiadas, vuelvan a Él»
Bhagavata Purana

Respecto a las deidades hindúes que son considerados como hacedores del mal en el mundo, conocidos como los asuras (deidades y/o seres demoniacos, o seres antagónicos del equilibrio), el porqué las deidades de la Trimurti permiten sus existencias, es porque los asuras y sus actos desempeñan un papel crucial en la comprensión del "mal", y el karma; al ser los asuras igualmente partícipes del "juego" cósmico de lila, y al ser igualmente una representación y expresión de los kleshas y el desequilibrio de los guṇas. Así, los asuras más que originar o ser la representación de la maldad propiamente tal, son realmente instrumentos de lila, y representan las fuerzas de la ignorancia (avidya) que mantienen a Maya. Su "mal" no es un fin en sí mismo, sino que, al igual que todos los seres, es un síntoma de su desequilibrio interno, producto de sus karmas acumulados. Este mismo concepto aplica igualmente para otros seres que en las religiones hindúes se consideran propiciadores del mal, o para las deidades (devas) que se desvían de su camino.

### En la antigua Grecia y Roma
Los dioses en la religión griega antigua eran vistos como superiores, pero compartían rasgos similares con los humanos y a menudo interactuaban con ellos. Aunque los griegos no creían en ningún dios "malvado", los griegos aún reconocían el hecho de que el mal estaba presente en el mundo. Los dioses a menudo se entrometían en los asuntos de los hombres, y a veces sus acciones consistían en llevar la miseria a las personas, por ejemplo, los dioses a veces serían una causa directa de muerte para las personas. Sin embargo, los griegos no consideraban a los dioses como malvados como resultado de sus acciones, sino que la respuesta para la mayoría de las situaciones en la mitología griega era el poder del destino. El destino se considera más poderoso que los dioses mismos y por esta razón nadie puede escapar de él. Por esta razón, los griegos reconocieron que los acontecimientos desafortunados eran justificables por la idea del destino.
Más tarde, los teólogos y filósofos griegos y romanos discutieron el problema del mal en profundidad. Comenzando al menos con Platón, los filósofos tendían a rechazar o desestimar las interpretaciones literales de la mitología en favor de una teología más panteísta y natural basada en argumentos razonados. Para Platón, el mal es necesario, fatal e inevitable en el mundo a causa de la materia, independiente de Dios. En este marco, las historias que parecían imputar una conducta deshonrosa a los dioses a menudo simplemente se descartaban como falsas y no eran más que la "imaginación de los poetas". Los pensadores griegos y romanos continuaron luchando, sin embargo, con los problemas del mal y del mal natural que observamos en nuestra experiencia cotidiana. Influyentes escritores romanos como Cicerón y Séneca, basándose en el trabajo anterior de los filósofos griegos como los estoicos, desarrolló muchos argumentos en defensa de la justicia de los dioses, y muchas de las respuestas que proporcionaron fueron luego usadas por las teodiceas cristianas. En respuesta a la pregunta de cómo podría existir el mal en un buen universo, Crisipo de Solos respondió que el mal es un bien disfrazado y, en última instancia, compara el mal con la broma grosera de la comedia. Crísipo dice que "en el universo todas las cosas se logran en conformidad con la mejor naturaleza", sin embargo, Plutarco señala que hay lugares donde Crisipo admite casos de negligencia reprobable.
Por otro lado, la teología epicúrea rechazó la divina providencia. «Pues ¿de qué le sirve a Dios», dice Epicuro, «siendo feliz y no necesitando nada, el que el hombre le adore? O, si tanto honró al hombre que hizo el mundo para él, que le dotó de sabiduría, que le hizo el señor de los seres vivos y que le amó como a su hijo, ¿por qué le hizo mortal y frágil? ¿Por qué dejó en medio de todos los males a quien amaba, cuando lo oportuno habría sido hacer al hombre feliz, como próximo y cerca no a Dios que era, y eterno, como es el mismo Dios, para cuya adoración y contemplación ha sido modelado?». El poeta Lucrecio lo expresa en su obra De rerum natura:

«La naturaleza de ninguna forma ha sido hecha por la divinidad mirando por el bien de los hombres: tan dotada está de culpa... ¿Cómo si no es que las estaciones nos traen las distintas enfermedades? ¿Cómo es que la muerte anda rondando las cunas de los niños?»
Lucrecio, De rerum natura (V.198 - V.221)

Lucrecio ofrece como ejemplo de mal natural la plaga de Atenas, en donde "la muerte, en fin, llenó de cuerpos muertos dodos los templos santos de los dioses" e "importaba poco la religión ya entonces y los dioses, porque el dolor presente era excesivo".

### En el gnosticismo
El gnosticismo se refiere a la varias creencias que ven a la maldad debido a la creación del mundo por un dios imperfecto, el demiurgo y que es contrastado por una entidad superior. Sin embargo, esto por sí mismo no resuelve el problema del mal si la entidad superior es omnipotente y omnibenevolente. Creencias gnósticas distintas pueden dar variadas respuestas, como el maniqueismo, el cual adopta el dualismo, en oposición a la doctrina de la omnipotencia.

### En el cristianismo

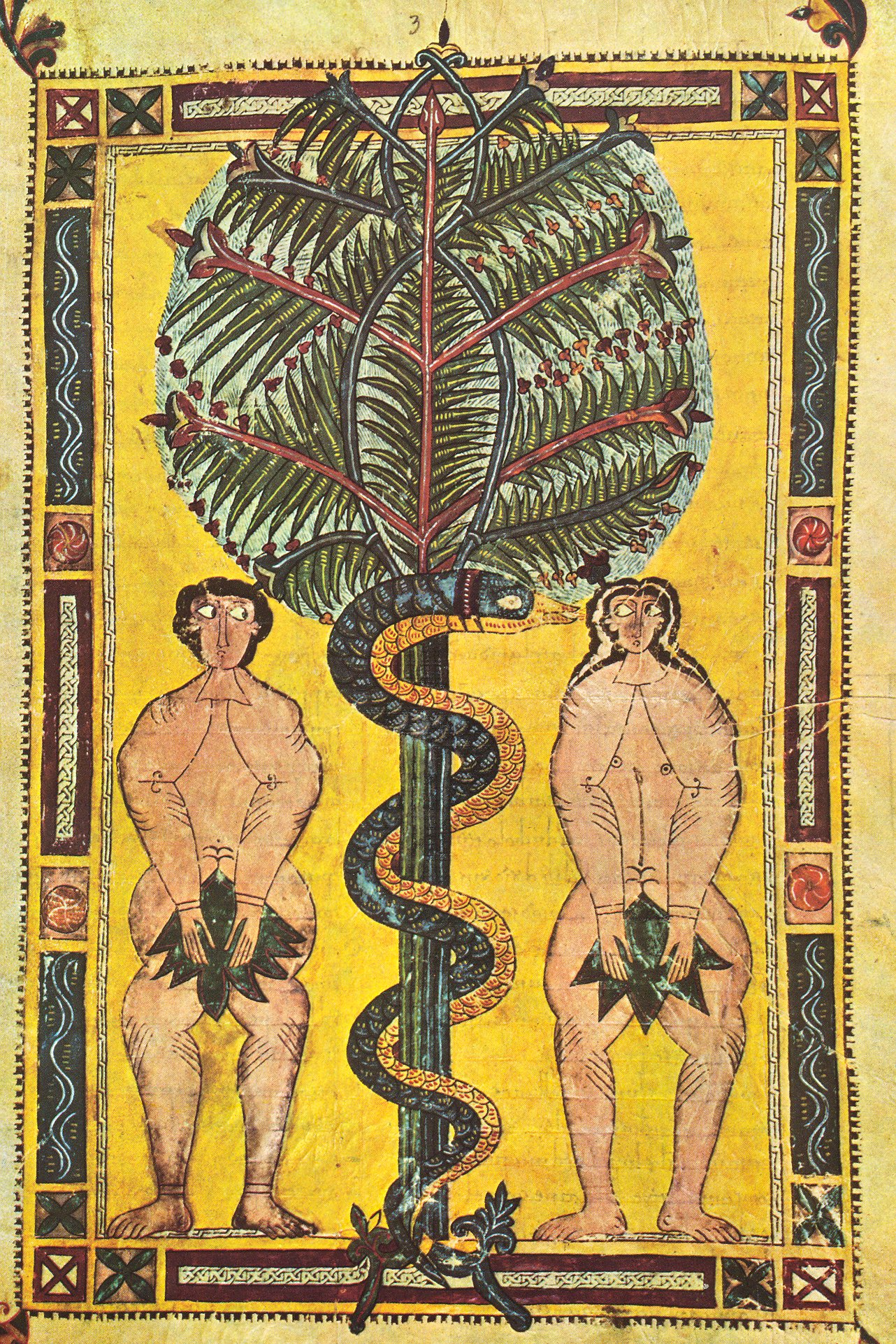
En el cristianismo, el pecado original es la causa de todo mal en el mundo.

#### La Biblia
El sociólogo Walter Brueggemann dice que la teodicea es "una preocupación constante de toda la Biblia" y debe "incluir la categoría del mal social y el mal moral, natural (físico) y religioso". Existe un acuerdo general entre los estudiosos de la Biblia de que esta "no admite una perspectiva singular sobre el mal... Es simplemente que la Biblia opera dentro de un paisaje cósmico, moral y espiritual en lugar de dentro de un paisaje racionalista, abstracto, ontológico".
Hay, esencialmente, cuatro representaciones del mal en la Biblia: caos, pecado, fuerzas demoníacas y sufrimiento. En la Biblia, Génesis dice que la creación de Dios es "buena" con el mal representado como entrando en la creación como resultado de la elección humana. El libro de Job "busca expandir la comprensión de la justicia divina ... más allá de la mera retribución, para incluir un sistema de soberanía divina".

Para que se sepa desde el nacimiento del sol, y desde donde se pone, que no hay más que yo; yo Jehová, y ninguno más que yo: Que formo la luz y crío las tinieblas, que hago la paz y crío el mal. Yo Jehová que hago todo esto.
Isaías 45: 6-7

#### Ireneo
La teodicea de Ireneo, planteada por Ireneo de Lyon y reformulado por John Hick, sostiene que no se puede alcanzar virtud moral o amor por Dios si no existe maldad y sufrimiento en el mundo. El mal es una formadora del alma y conduce a la verdadera moral y cercanía a Dios. Dios guardó una distancia epistémica tal que no fuese cognoscible directamente, por lo que se pueda luchar para conocerlo y de esta forma convertirse en realmente buenos. El mal sería pues un camino a lo bueno por tres razones:
- Medio de conocimiento. El hambre conduce al dolor y causa la apetencia de comida. El conocimiento del dolor provoca la empatía por quienes sufren.
- Formador del carácter. Richard Swinburne afirma que los males ofrecen la oportunidad de madurar y crecer moralmente.[209]
- Medio predecible. El mundo sigue a una serie de leyes naturales. Estas son independientes de cualquier habitante del universo. El mal solo ocurre cuando estas leyes naturales chocan con nuestras necesidades. Esto no es inmoral en lo absoluto.

Hick considera que el mal proporciona un crecimiento moral y espiritual que Dios busca y que Él nos da más oportunidades de forjar el alma en el más allá, salvándonos todos.

#### Pelagio
Las consecuencias del pecado original fueron cuestionadas por Pelagio, quien defendió la inocencia original. El pelagianismo es la creencia de que el pecado original no corrompió a toda la humanidad y que el libre albedrío mortal es capaz de elegir el bien o mal sin ayuda divina. Este es considerado como herejía por la Iglesia ortodoxa y católica, que sostienen que la humanidad heredó la naturaleza del pecado pero no la culpa de Adán y Eva por su pecado que resultó en el destierro.

#### San Agustín
La posición de Agustín, y posteriormente la de esa rama del cristianismo, es que Adán y Eva tuvieron el poder de derrumbar el orden perfecto de Dios, por lo que cambiaron la naturaleza al traer el pecado al mundo, pero la aparición del pecado limitó a partir de entonces el poder de la humanidad de evitar las consecuencias sin ayuda divina.
Agustín de Hipona en su teodicea se centra en la historia del Génesis en que en esencia afirma que Dios creó el mundo y "miró todo lo que había hecho, y vio que era muy bueno". El mal es meramente una consecuencia de la desobediencia y destierro humano debido al pecado original. San Agustín afirma que la maldad natural (sufrimiento causado por desastres naturales) es causada por los ángeles caídos, mientras que la maldad moral (causada por la conducta humana) es el resultado del distanciamiento del hombre con Dios y su elección de desviarse por su camino elegido. Agustín sostuvo que Dios no podía haber creado el mal en el mundo, ya que fue creado bueno, y que todas las nociones de maldad son simples desviaciones o privaciones de Dios, por lo que la maldad no podía ser separado en una única sustancia. Por ejemplo, la ceguera no es una entidad independiente, sino que es meramente la carencia de la visión. De esta forma la teodicea agustiniana argumentaría que el problema del mal y sufrimiento es inválido, ya que Dios no creó el mal; fue el hombre quien se desvió de la perfección. Para Agustín, Dios permitía os males naturales porque son justo castigo al pecado, y aunque los animales y bebes no pecan son merecedores del castigo divino, siendo los niños herederos del pecado original.
Esto, sin embargo, posee un número de interrogantes de tipo genético: si el mal es meramente una consecuencia de nuestra elección de desviarnos de la bondad deseada de Dios, entonces las enfermedades congénitas y la predisposición genética hacia el "mal" seguramente deben estar en el plan y deseo de Dios, por lo que no puede culparse al hombre. John Hick criticó la teodicea declarando que el sufrimiento de los animales a causa del pecado original es falso debido a que estos mucho sufrían antes de la existencia del ser humano y que Dios no permitiría el castigo a inocentes como bebes. Respecto al lugar relativo de la teodicea agustiniana, John Hick en su libro Encountering Evil (Topándose con el mal), ha dicho que "es una extensa discusión lo que constituye mi respuesta a la pregunta si una teodicea ireneana con su escatología pueda ser más plausible que la agustiniana con su caída humana o angelical. (Si lo es, entonces la última es doblemente implausible; ¡ya que también involucra una escatología!)".

#### Boecio y Tomás de Aquino
Boecio escribió su obra La consolación de la Filosofía encarcelado y condenado a muerte. Es una obra que une elementos estoicos, neoplatónicos y de lógica aristotélica, en la que intenta resolver el problemas como el mal y la predestinación con la libertad. Boecio dice: “Si Dios existe, ¿de dónde provienen los males? Por otra parte, ¿de dónde proceden los bienes, si Dios no existe?”. En esencia, la doctrina de Boecio dice que no es la sola razón humana lo que hace al hombre libre, sino su fin, que es Dios como ser eternamente presente a los procesos del universo. Desconocemos la finalidad de las cosas y por ello creemos que los vaivenes de la fortuna fluctúan sin rumbo, pero el mundo está sometido al orden divino y no al ciego azar. Para Boecio, el virtuoso siempre gana frente al tirano porque aprende de la adversidad y la fortuna, volviéndolo más fuerte.
Santo Tomás sistematizó la concepción agustiniana del mal, completándola con sus propias reflexiones. El mal, según Santo Tomás, es una privación, o la ausencia de algo bueno que pertenece propiamente a la naturaleza de la criatura. Por lo tanto, no hay una fuente positiva de maldad, correspondiente al bien mayor, que es Dios; el mal no es real sino racional, es decir, existe no como un hecho objetivo, sino como una concepción subjetiva; las cosas no son malas en sí mismas, sino por su relación con otras cosas o personas. Todas las realidades son en sí mismas buenas; producen malos resultados solo incidentalmente; y, en consecuencia, la causa última del mal es fundamentalmente buena, así como los objetos en los que se encuentra el mal.
Aquino, utilizando la escolástica, trata el problema de "El mejor de todos los mundos posibles" en la Summa Theologica.

La base de la demostración está en lo que es. Pero de Dios no podemos saber qué es, sino sólo qué no es, como dice el Damasceno. Por lo tanto, no podemos demostrar la existencia de Dios.

Él contrarresta esto en general con la quinque viae, y en particular con esta respuesta: 

A las objeciones 1. Escribe San Agustín en el Enchiridio: Dios, por ser el bien sumo, de ninguna manera permitiría que hubiera algún tipo de mal en sus obras, a no ser que, por ser omnipotente y bueno, del mal sacara un bien. Esto pertenece a la infinita bondad de Dios, que puede permitir el mal para sacar de él un bien.
Suma teológica - Parte I - c.2 - 3

#### Lutero y Calvino
Tanto Lutero como Calvino explicaron el mal como consecuencia del pecado original. Calvino, sin embargo, aferrado a la creencia en la predestinación y la omnipotencia, consideró que la caída es parte del plan de Dios. Lutero vio el mal y el pecado original como una herencia de Adán y Eva, transmitida a toda la humanidad desde su concepción y atado a la voluntad del hombre de servir al pecado, lo que la naturaleza justa de Dios permitió como consecuencia de su desconfianza, aunque Dios planeó la redención de la humanidad a través de Jesucristo.

#### Testigos de Jehová
Los testigos de Jehová creen que al principio de la historia humana en el Jardín de Edén Satanás, al mentirle a Eva, puso en duda la legitimidad del derecho de Jehová Dios a gobernar su creación al igual que su forma y motivos de hacerlo (Génesis 3:4,5). Debido a que los primeros seres humanos decidieron unirse al Diablo en su rebelión, y a fin de zanjar esta "cuestión de la Soberanía" de manera concluyente para todos los seres inteligentes, Dios le ha dado tiempo a Satanás para que demuestre si realmente su gobierno sobre la humanidad es mejor, a la vez que los seres humanos se gobiernan a sí mismos bajo la influencia del Diablo. Esta sería la razón por la que existe el mal en la Tierra: siendo resultado de la incapacidad del ser humano de gobernarse a sí mismo correctamente (Jeremías 10:23) y del dominio del Diablo sobre dicha gobernación (1 Juan 5:19). Pero los testigos de Jehová también sostienen que este período de maldad y sufrimiento tendrá su fin una vez que Jehová haya determinado que ha quedado demostrado que solo él es el único con el derecho a gobernar y que su gobernación es lo mejor para todas sus criaturas. Entonces utilizará su Reino en manos de su hijo Jesucristo para reparar todo el daño que el Diablo y sus seguidores han causado, eliminando así de forma permanente el mal (1 Juan 3:8). La resolución de este asunto, sentaría una especie de "precedente legal" a futuro respecto a las bases de la soberanía divina.

#### Mormones
La Iglesia de los Santos de los Últimos Días introduce un concepto similar a la teodicea de Ireneo, siendo el mal es una parte necesaria del desarrollo del alma para que un individuo comprenda o experimente completamente el bien sin experimentar lo contrario. A este respecto, los Santos de los Últimos Días no consideran la caída de Adán y Eva como una cancelación trágica e imprevista de un paraíso eterno; más bien lo ven como un elemento esencial del plan divino. Dios no trasciende la naturaleza, y debido a que la oposición es inherente a la naturaleza, y Dios opera dentro de los límites de la naturaleza, por lo tanto, Dios no es considerado el autor del mal, ni erradicará todo mal de la experiencia mortal. Sin embargo, su propósito principal es ayudar a sus hijos a aprender por sí mismos a apreciar y elegir lo correcto, y así lograr la alegría eterna y vivir en su presencia, y donde el mal no tiene lugar.